# Lin cultivé
Linum usitatissimum
Pour les articles homonymes, voir Lin.
Espèce
Classification phylogénétique
Le lin cultivé (Linum usitatissimum) est une espèce de plantes à fleurs dicotylédones de la famille des Linaceae, originaire d'Eurasie.
C'est une plante herbacée annuelle, largement cultivée pour ses fibres textiles et ses graines oléagineuses.
Le lin a commencé à être cultivé dans le Croissant fertile. Les restes de graines de lin trouvés dans les villages agricoles du Néolithique sont d'abord de petites tailles, comme celles du lin sauvage, Linum bienne, puis les graines remontant à 10 500 ans sont plus grosses, jusqu'à devenir aussi grosses que celles du lin cultivé actuel, à partir de 8600 avant J-C. De plus, des données morphologiques, génétiques et moléculaires suggèrent aussi que L. bienne, le lin bisannuel, est l'ancêtre sauvage de L. usitatissimum. La culture du lin suivra les voies de diffusion de l'agriculture néolithique depuis le noyau du Croissant fertile vers l'Europe et la vallée du Nil.
Le lin fut, historiquement, une des premières espèces cultivées en Asie du Sud-Ouest, avec l'amidonnier, l'orge, la lentille et le pois.
Ce lin cultivé (Linum usitatissimum L.), très différent de ses ancêtres, est une espèce annuelle, avec des capsules indéhiscentes pour permettre la récolte des graines, des graines plus grosses et plus riches en matières grasses ou bien de longues tiges à proportion élevée de longues fibres. Suivant les critères de sélection, elle comprend des variétés dont la production principale est la fibre et d'autres la graine.

## Terminologie
Le nom de genre Linum vient du latin linum (et du grec λίνον / línon), désignant les plantes herbacées à tiges fibreuses nommées « lin » en français et par métonymie le fil et le tissu qu'on en fait.
L'épithète spécifique usitatissimus est la forme superlative du latin usitatus « usité, accoutumé » soit « très usité, très utile ».
Un surnom notable du lin est l'or bleu de Normandie.

## Description

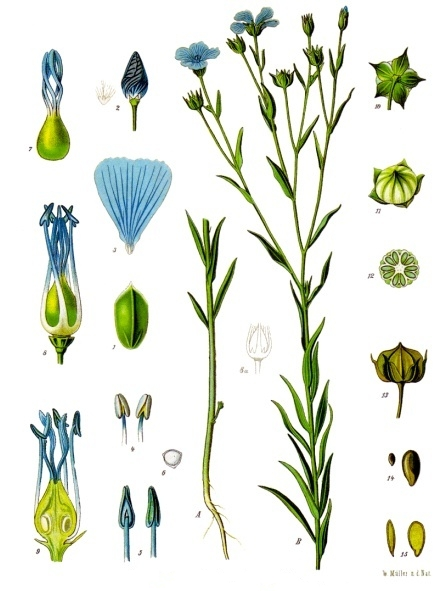
Lin : 1. sépale, 2. bouton floral sans calice,
3. pétale bleu, 4,5. étamines, 6. grains de pollen, 7. 8. fleur sans calice, corolle et étamines.

Linum usitatissimum L. se présente généralement sous l’aspect d’une tige unique (ou légèrement ramifiée à la base) pouvant atteindre une hauteur voisine d'un mètre pour un diamètre au collet de l'ordre de 2 mm.
Sur cette tige se répartissent 80 à 100 feuilles simples, linéaires, lancéolées, de 2–4 cm de long sur 1–5 mm de large, sessiles, possédant trois nervures. La disposition de celles-ci est spiralée ; elle forme 3 hélices à partir de la troisième feuille, les deux premières ayant une disposition opposée alterne par rapport aux cotylédons. Pour trouver deux feuilles successives sur une même génératrice, il convient de faire trois tours de tige et de compter 8 insertions foliaires. L’intervalle qui les sépare correspond à la distance interfoliaire. Elle détermine la longueur maximale des fibres élémentaires.
Le lin possède une racine pivotante pouvant descendre à plus d'un mètre de profondeur dans les terres profondes et émettant de nombreuses radicelles.
L'inflorescence en forme de cyme porte de nombreuses fleurs dont la couleur varie d'un bleu pur jusqu'à un blanc plus ou moins rosé, selon les variétés. La floraison étagée peut durer jusqu'à quinze jours. Les fleurs comptent cinq pétales obovés, de 5-10 mm et ont une durée de vie brève (une journée). Le pollen demeure viable pendant 5 à 7 heures seulement, depuis la déhiscence des anthères jusqu'à celles des pétales. La reproduction se fait principalement par autopollinisation, quoique les fleurs peuvent occasionnellement être visitées par des insectes, assurant ainsi une pollinisation croisée.
Chaque fleur donne un fruit : une capsule, ovoïde, de 6-10 sur 5-10 mm, à cinq loges contenant chacune deux graines et séparées par une fausse cloison plus ou moins ciliée. Ces capsules présentent une légère pointe au sommet. À maturité, les capsules sont plus ou moins déhiscentes selon les variétés.
Les graines sont lisses, plates, oblongues, petites et légères (entre 4 et 7 grammes les mille grains) et de couleur brune à maturité. Elles se terminent par un bec légèrement recourbé.
La graine de lin est riche en huile ; celle-ci représente 35 à 50 % de sa masse sèche. L'acide linolénique (oméga 3) peut représenter 55 à 75 % des acides gras qui composent cette huile.
La distinction variétale se fait essentiellement par les caractères des fleurs et des capsules (couleur des pétales, des étamines et des styles, moucheture des sépales, ciliation des cloisons des capsules, etc.).
Linum usitatissimum L. possède quinze paires de petits chromosomes (2n = 30). Le génome du lin a été décrypté et publié en 2012.

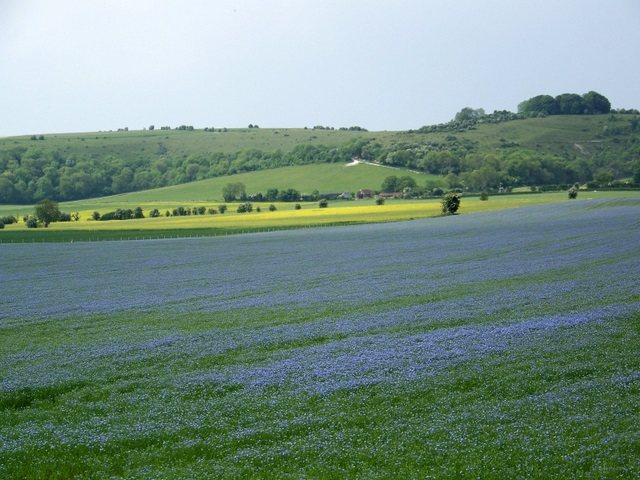
Champ de lin cultivé.
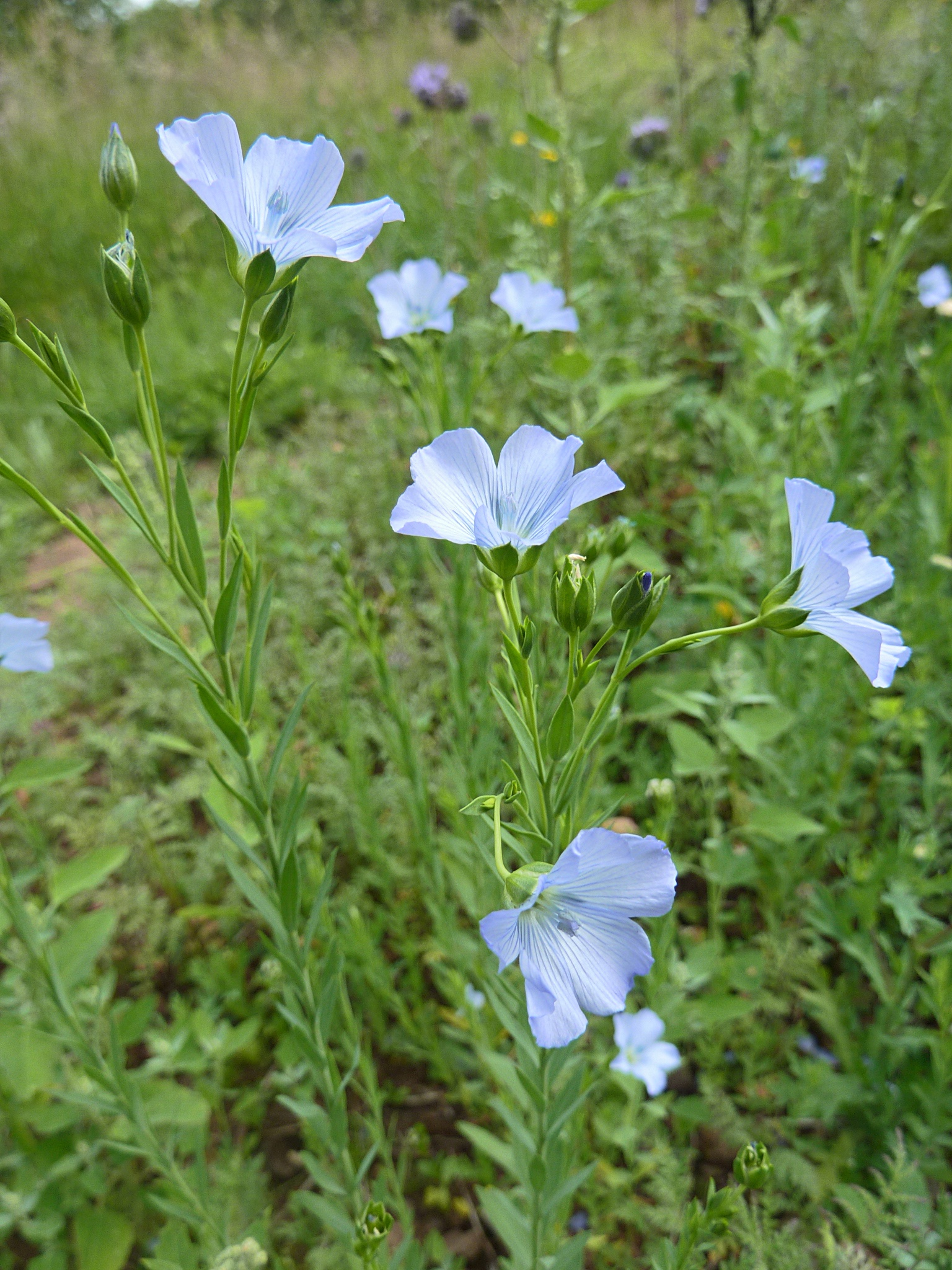
Pieds de lin.
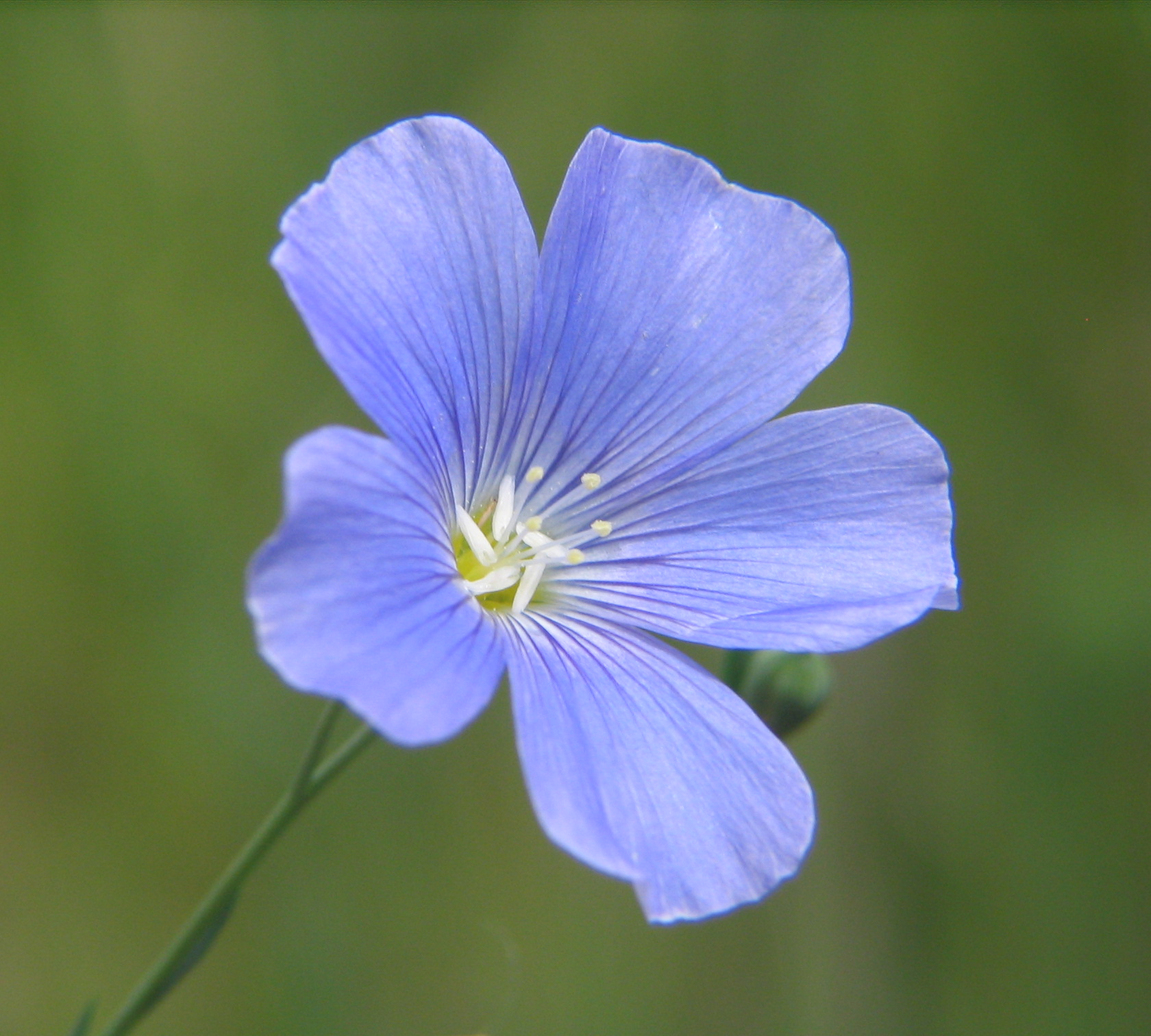
Fleur.
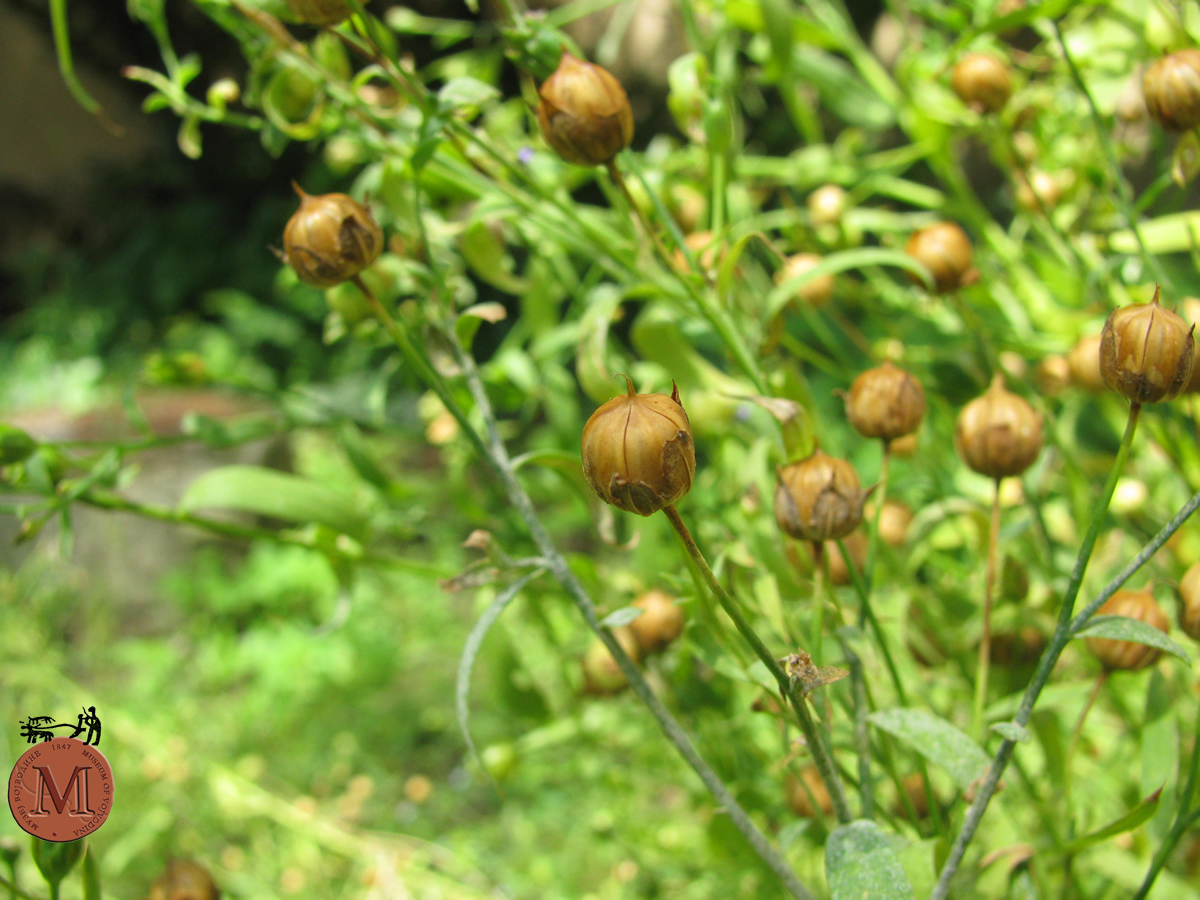
Fruits.
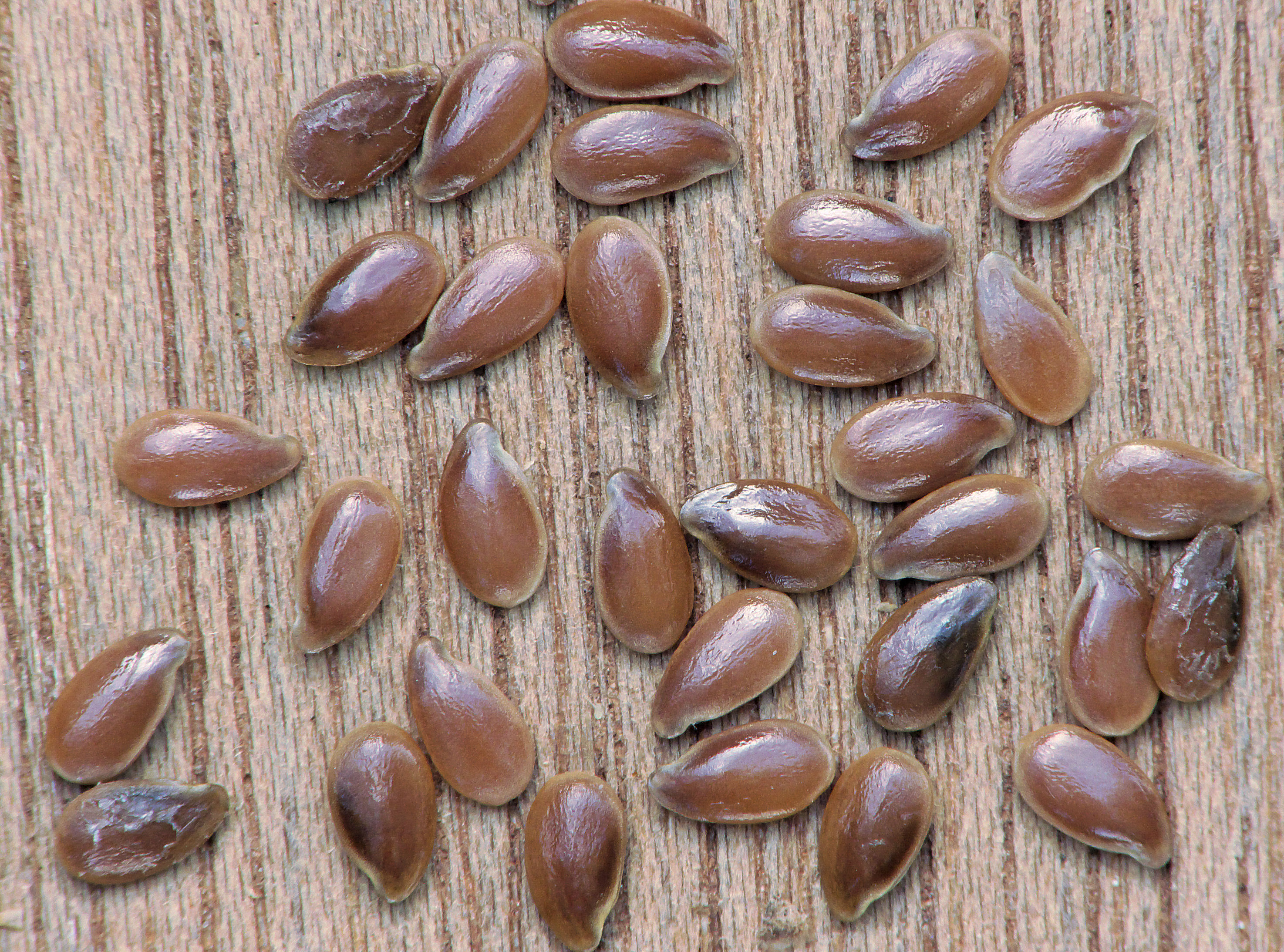
Graines.

## Histoire
Le lin cultivé, L. usitatissimum, est étroitement apparenté au lin sauvage, Linum bienne Mill. (=syn. L. angustifolium Huds.) avec lequel il est totalement interfertile. Des données morphologiques, génétiques et moléculaires suggèrent que Linum bienne, le lin bisannuel, est l'ancêtre sauvage de L. usitatissimum. Les principaux changements sous l'effet de la domestication sont l'apparition de capsules indéhiscentes, de graines plus grosses et plus riches en huile, ou bien de longues tiges à proportion élevée de longues fibres. On distingue ainsi deux morphotypes de lin cultivé, désignés comme le type à huile et le type à fibre.

### Études génétiques
Les études archéologiques n'ont pas permis de déterminer les motivations initiales de la culture du lin, l'huile de ses graines ou les fibres de ses tiges. Par contre, les études génétiques suggèrent que le lin cultivé a une origine monophylétique. Autrement dit, le lin cultivé a probablement évolué après un simple événement de domestication. Les données génétiques établissent que celui-ci s'est fait en vue d'obtenir des graines plus grosses et plus riches en lipides, caractéristiques de la variété oléagineuse plutôt que de la variété textile. C'est pourquoi les chercheurs se sont intéressés au locus sad2 qui est associé à la composition lipidique des graines de lin cultivé et de lin sauvage. L'analyse phylogénétique de ce locus sur 43 accessions de lin bisannuel sauvage et de 70 de lin cultivé a permis d'établir une histoire plus complexe de la domestication. L'accroissement du contenu huileux de la première domestication (sans indéhiscence des capsules) a été suivie de la sélection d'autres caractères de la domestication comme la perte de la dispersion des semences et la production de fibres.

### Études archéologiques
Le lin est historiquement l’une des premières espèces cultivées. Les plus anciennes fibres au monde seraient des fibres de lin torsadées et teintées, trouvées dans la grotte de Dzudzuana en Géorgie remontant à 36 000 ans, soit bien avant le début de l'agriculture au Néolithique mais cette assertion est controversée. Les populations mésolithiques de cette époque ont réalisé l'importance du lin sauvage, probablement le Linum bienne Mill., pour obtenir des fibres textiles.
Les plus anciens restes de graines de lin trouvés dans les sites archéologiques en Asie du Sud-Ouest viennent de Mureybet (sur la rive gauche de l'Euphrate, en Syrie), remontant à 11 800-11 300 ans. Des graines de lin ont été aussi trouvées dans de nombreux villages agricoles du Néolithique acéramique B qui sont apparus dans le Croissant fertile, il y a 10 500 ans. Les graines sont encore petites (comme celles du L. bienne) mais elles sont presque toujours associées avec les blés et orge cultivés. Une indication de domestication ancienne du lin vient des restes de graines retrouvés à Tell Ramad (au sud-ouest de Damas, en Syrie). La taille de ces graines, compte tenu de la réduction due à la carbonisation, les situe dans la taille de L. usitatissimum. On a donc une indication de domestication dans des conditions pluviales remontant à 8 600 ans. Un peu plus tard, dans le bassin mésopotamien, la taille des graines de lin de Tell Sabz (Iran, il y a 8 350-7 750 ans) ou à Arpachiya (Mossoul, Irak, il y a 7 750-7 250 ans) est encore supérieure. Ces grosses graines indiquent une domestication avancée, et établissent que le lin faisait partie du système irrigué d'agriculture à graines qui s'est développé dans cette région.
La culture du lin suivra les voies de diffusion de l'agriculture néolithique depuis le noyau du Croissant fertile vers l'Europe et la vallée du Nil.

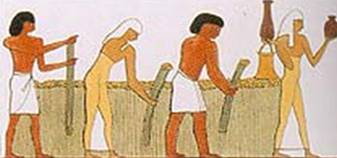
Égyptiens récoltant le lin (hypogée de Thèbes).

En Égypte, le lin a été retrouvé dans les sites agricoles néolithiques les plus anciens de la vallée du Nil, datant du VIIIe millénaire BP, au Fayoum et à Mérindé. Au Fayoum, des silos à grains enterrés contenaient en tout 3,4 kg de grains du Néolithique dont des graines de lin.
À partir du début de l'époque dynastique, le lin apparaît comme une des principales plantes à graines fondatrices de l'Égypte (avec le blé-amidonnier, l'orge, les lentilles et les pois). L’usage du lin a commencé à se développer : sa production, attestée il y a plus de 6 000 ans, servait à confectionner vêtements, tissus funéraires, voiles de bateaux, cordages ou filets. Les graines étaient consommées pour leurs qualités nutritives. Le rouissage, le filage et le tissage du lin sont splendidement illustrés dans les peintures tombales de Beni Hassan (XIIe dynastie).
La culture du lin a ensuite essaimé de proche en proche au cours de l’époque néolithique, jusqu’à l’Europe. Des graines de lin ont été découvertes dans plusieurs sites de la première moitié du Néolithique ancien (VIIIe millénaire BP) dans le Bassin méditerranéen et le Sud de l'Europe : Cnossos (Crète), quelques sites en Thessalie (Grèce), La Marmotta (Italie) et jusqu'à Mohelnice (Moravie).
Les graines et le textile de lin les plus anciens trouvés en France remontent au VIe millénaire BP, dans la Station III de Clairvaux. Puis à l'Âge du Bronze récent (2 905-2 869 BP), des graines et des capsules ont été trouvées à Grésine. Les Gaulois auraient cultivé le lin dans la vallée de la Lys bien avant la conquête des Gaules par Jules César. Au Ier siècle, l'encyclopédiste Pline indique que « les Gaules dans leur ensemble tissent des voiles, même nos ennemis au-delà du Rhin le font déjà, et leurs femmes ne connaissent pas de plus belle étoffe » (HN, XIX, 8). Il cite des lieux de production de toile de lin réputé pour leur blancheur ou leur finesse, dans la vallée du Pô en Italie, en Hispanie ou en Germanie, ou bien certaines régions réputées pour leurs filets de pêche ou de chasse en lin. Il décrit les techniques de rouissage, filage et tissage. Les graines de lin avaient aussi un usage médicinal (HN, XX, 249, p. 1011-2).
La culture du lin a été encouragée par Charlemagne - il fait partie des plantes dont la culture est recommandée dans les domaines royaux dans le capitulaire De Villis (fin du VIIIe ou début du IXe siècle) - et c’est à partir du XIe siècle que son utilisation s’est généralisée. Au XIe siècle, la Tapisserie de Bayeux, une broderie sur toile de lin de 68 m de long, est l’exemple le plus célèbre de la présence du lin à cette époque.
En ce temps-là, le lin était considéré comme une plante magique associée à la magie blanche. Au XIIIe siècle, l'école de médecine de Salerne indique que « rôties, les graines de lin sont diurétiques et apéritives ».
Au XIIIe siècle, sa culture s'est développée dans les Flandres, la Bretagne et l’Anjou où le lin, principale fibre textile utilisée au Moyen Âge et à la Renaissance, est employé comme le chanvre pour la confection des draps, des sous-vêtements et d'un bon nombre de vêtements. Entre le XVIe siècle et le début du XXe siècle, se met en place un commerce de semences de lin entre la Livonie (territoire des États baltes actuels) et la Bretagne. Le commerce intense de ces graines était soumis à de sévères contrôles de qualité chez les producteurs et les utilisateurs.
C’est au XVIIe siècle que l'utilisation du lin a atteint son apogée. Il entrait alors dans la fabrication des toiles fines de Cambrai, des toiles dites « Bretagne superfine », des dentelles comme celles du point d’Alençon, des blouses, des chemises, des mouchoirs. Les surfaces cultivées ont atteint 300 000 ha, avec un rendement de 600 kg de fibres par hectare. Louis XIV, par l'abolition de l'édit de Nantes, entraîne l'exil de nombreux huguenots qui ont emporté avec eux leur savoir-faire de la liniculture en Irlande (avec son berceau Lisburn), en Suisse ou aux Pays-Bas. L'importation de grands volumes de coton a vu cette fibre remplacer progressivement le lin au cours du XVIIe siècle (à la fin de ce siècle, 18 % des fibres textiles étaient en lin, 78 % en laine).

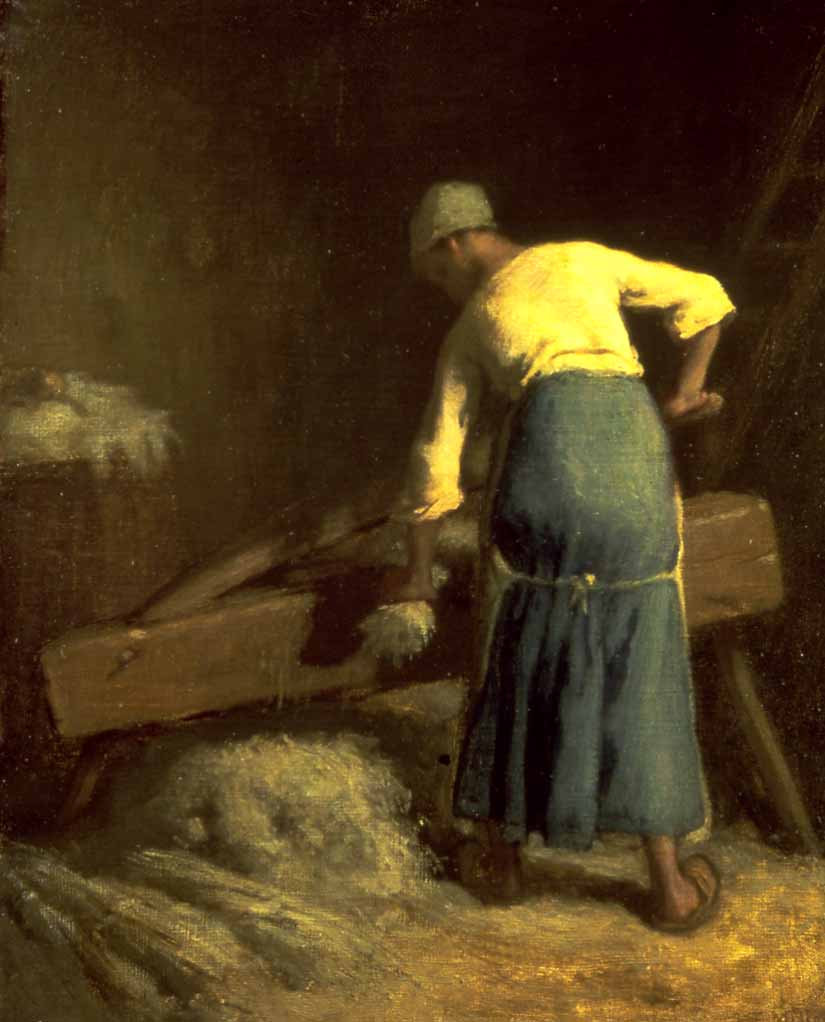
Briser le lin
Jean-François Millet, 1850-1851
Walters Art Museum, à Baltimore.

Au début du XIXe siècle, c'est Philippe de Girard qui, avec son invention de la machine à filer le lin, a permis au nord de la France de devenir l'un des premiers centres de filatures industrielles d'Europe, comme avec la batiste originaire de Cambrai.
Au XIXe siècle, la filature et le tissage sont entrés dans l’ère de l’industrialisation. En France, les petits lots produits dans les fermes ne convenaient plus aux industriels et les surfaces de lin ont chuté à 100 000 hectares. Ce déclin a été accentué par l’utilisation intensive du coton. La production française n'était plus que de 20 000 ha avant 1945.
Après la Seconde Guerre mondiale, l’arrivée en France d’agriculteurs belges a relancé la culture du lin et les surfaces cultivées ont atteint 50 000 ha. Les décennies suivantes ont vu l’apparition de la mécanisation agricole et de la création variétale ainsi que le perfectionnement du teillage.
En 2024, 93 000 hectares de lin dédiés au textile sont cultivés en France, 20 000 hectares en Belgique et 3 600 aux Pays-Bas. À elle seule, la France, principalement en Normandie puis en Hauts-de-France, représente 75 % de la production mondiale de lin pour le textile.
|                                 | 2015    | 2016    | 2017    | 2018    | 2019    |
| France                          | 78 866  | 88 480  | 98 218  | 105 880 | 121 670 |
| Monde                           | 214 756 | 222 044 | 231 562 | 237 038 | 259 424 |
| Source : statistiques de la FAO |         |         |         |         |         |

## Les variétés

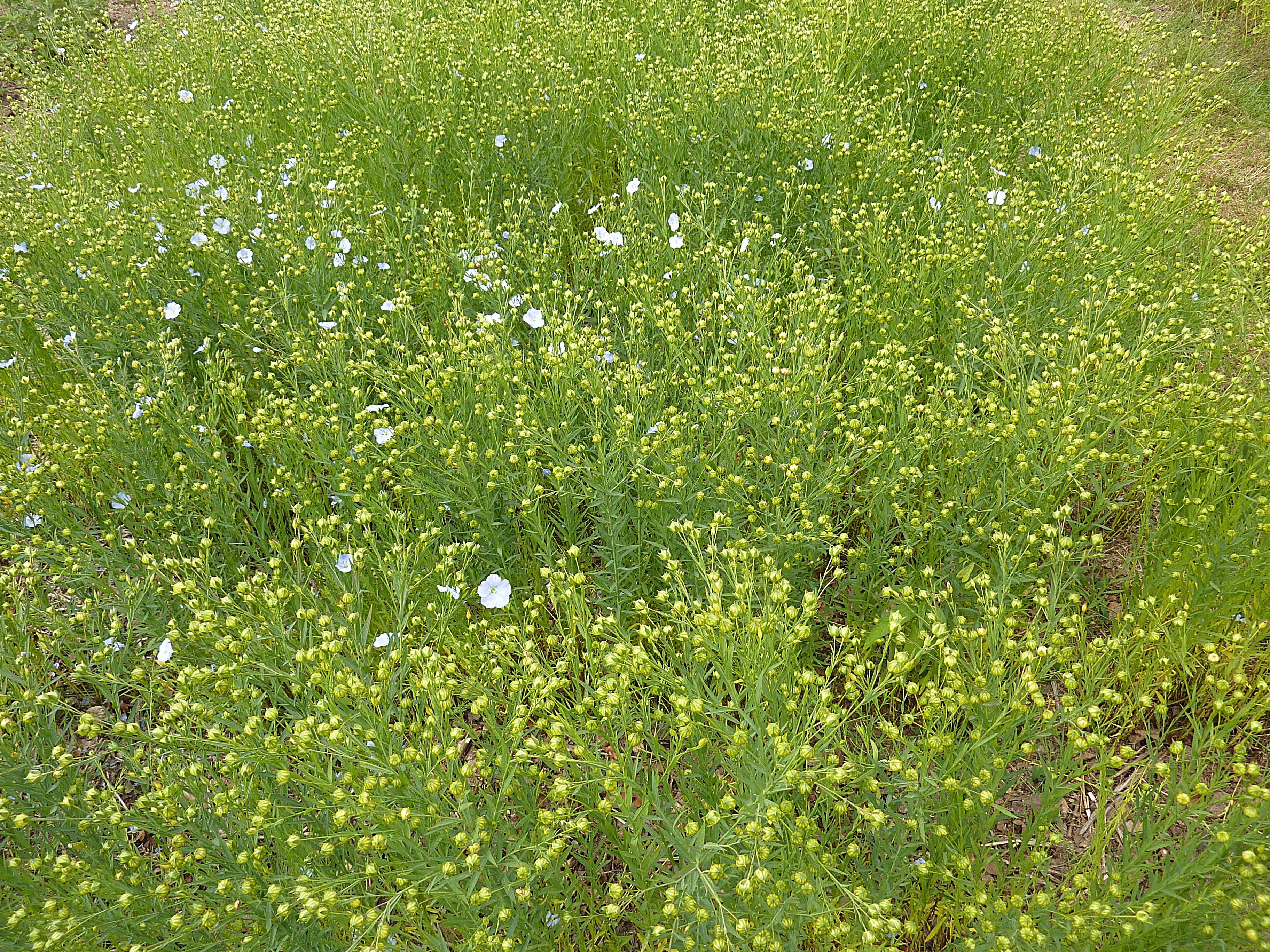
Lin cultivé en fleur (Village de l'an Mil de Melrand).

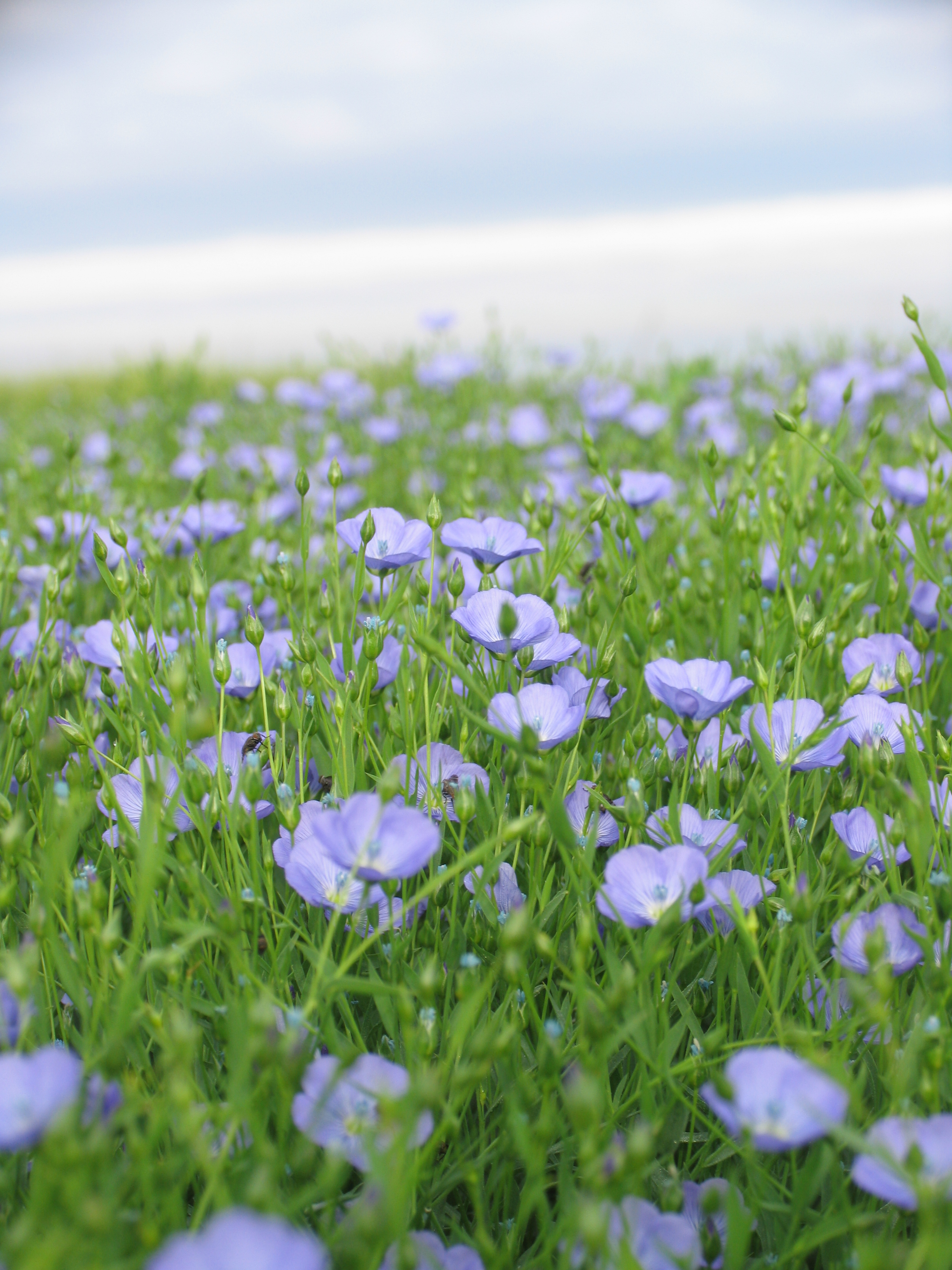
Lin en fleur.

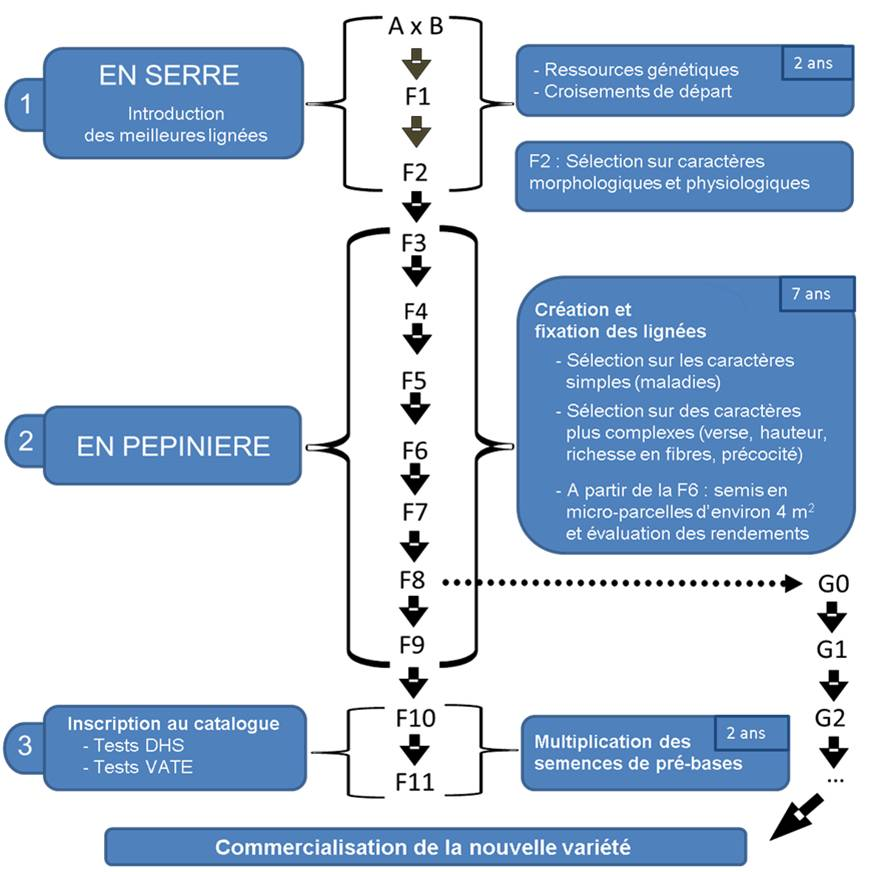
Schéma de sélection de variétés de lin.

La sélection du lin se caractérise par un effort permanent d'amélioration du rendement en fibres et en graines, de la résistance à la verse et de la tolérance à plusieurs maladies (fusariose, brûlure, moisissure blanche (oïdium), verticilliose, etc). À ces critères de base s’ajoutent la recherche de variétés plus résistantes aux amplitudes thermiques et dont les fibres ou les graines pourront être valorisées sur de nouveaux marchés.
9 à 11 années sont nécessaires à la sélection et à la multiplication d’une nouvelle variété car le lin ─ autogame ─ oblige à la production de lignées pures, génétiquement fixées, et il présente un faible taux de multiplication.
Le schéma de sélection commence par le croisement de deux variétés: l’une que l’on souhaite améliorer, l’autre qui apporte une qualité identifiée. Le parent choisi comme femelle est castré manuellement puis il est fécondé par le pollen du géniteur choisi comme mâle. Les graines issues du croisement de départ représentent la famille F1. Ces graines semées produisent la F2 qui révèle la variabilité introduite par le croisement des parents. L’importance numérique de la F2 dans laquelle le sélectionneur choisit 1 à 10 % des meilleures plantes qui donnent la F3 est essentielle car plus ce nombre est élevé, plus il y a de chance que se trouve réalisées les combinaisons génétiques recherchées.
La F3 est cultivée en plein champ. De la F3 à la F5, les familles sélectionnées sont semées en lignes et les caractéristiques de précocité, de hauteur et de résistance à la verse et aux maladies sont observées. À partir de la F6, les semis sont réalisés en micro-parcelles d’environ 4 m2 et la richesse en fibres est évaluée. La F8 marque généralement la fixation d’une lignée. On parle d’une sélection généalogique.
Il faut attendre la F10 pour que le sélectionneur formule auprès du CTPS une demande d’inscription de la variété au catalogue officiel français des espèces et variétés et commence la multiplication des semences de pré-base et la sélection conservatrice.
En 2016, une quarantaine de variétés de lin textile et presque autant de lin oléagineux sont inscrites au catalogue officiel. Par leur réponse aux conditions de sol et au climat, par leur résistance aux maladies, par leur tenue de tige, les qualités de leurs fibres et, bien sûr, par leur productivité, elles constituent un élément clé de la rentabilité de la culture.
Compte tenu du faible taux de multiplication du lin (x 6), les nouvelles variétés sont généralement disponibles 3 à 4 ans après leur inscription. Cela donne aux professionnels le temps de mieux connaitre leurs comportements respectifs dans des contextes variés pendant la phase de leur développement.

## La culture et la transformation du lin fibre

### La place du lin dans larotation des cultures[23]
98 % des surfaces de lin fibre et 50 % des surfaces de lin graine sont emblavées avec des variétés de printemps. Dans cette version, le lin représente une tête de rotation très complémentaire des céréales d’hiver. Le lin montre cependant quelques exigences : il affectionne les terres à tendance légèrement acide (pH d'environ 6,5), profondes et surtout très bien structurées.
Ces éléments sont à prendre en considération avant même l’implantation de la culture, en lui donnant priorité quant au choix des parcelles y compris par rapport au précédent cultural. En effet le potentiel du lin s'exprime d'autant mieux que sa racine pivotante ne rencontre pas d'obstacle, que le couvert végétal est homogène et que la croissance des plantes est régulière. Il faut une implantation soignée et homogène sur un sol régulier. Le meilleur précédent du lin est une céréale à paille.

#### Les effets bénéfiques du lin sur les autres cultures
Dans l’assolement, le lin peut avoir des effets bénéfiques sur les autres cultures en structurant les terres et en réduisant certaines pressions exercées par les bio-agresseurs. Son introduction dans les rotations permet :
- d’allonger le délai de retour des autres cultures et de limiter ainsi les maladies et les ravageurs qui se conservent dans le sol,
- de rompre le cycle de certaines adventices (mauvaises herbes),
- de contrôler celles qui sont difficiles à détruire dans d’autres cultures (géraniums, crucifères, graminées estivales annuelles ou vivaces),
- d’alterner les matières actives utilisées dans une même parcelle, généralement, un étalement du temps de travail lors des périodes de semis et de récolte.

L’effet bénéfique du lin fibre sur la structure du sol se traduit le plus souvent par une hausse moyenne de rendement de 5 % de la culture suivante.

#### Le respect d'un intervalle de six à sept ans entre deux lins
Comme tête de rotation, le lin ne doit pas revenir trop souvent pour ne pas favoriser la multiplication de champignons telluriques responsables de maladies graves, tels Fusarium oxysporum f.sp. lini, agent de la fusariose vasculaire ou Verticillium dalhiae, agent de la verticilliose. Une fréquence de retour de 6-7 ans constitue un rythme raisonnable, même si la plupart des champignons pathogènes ont une durée de conservation bien supérieure.

### La croissance et le développement des plantes[23]

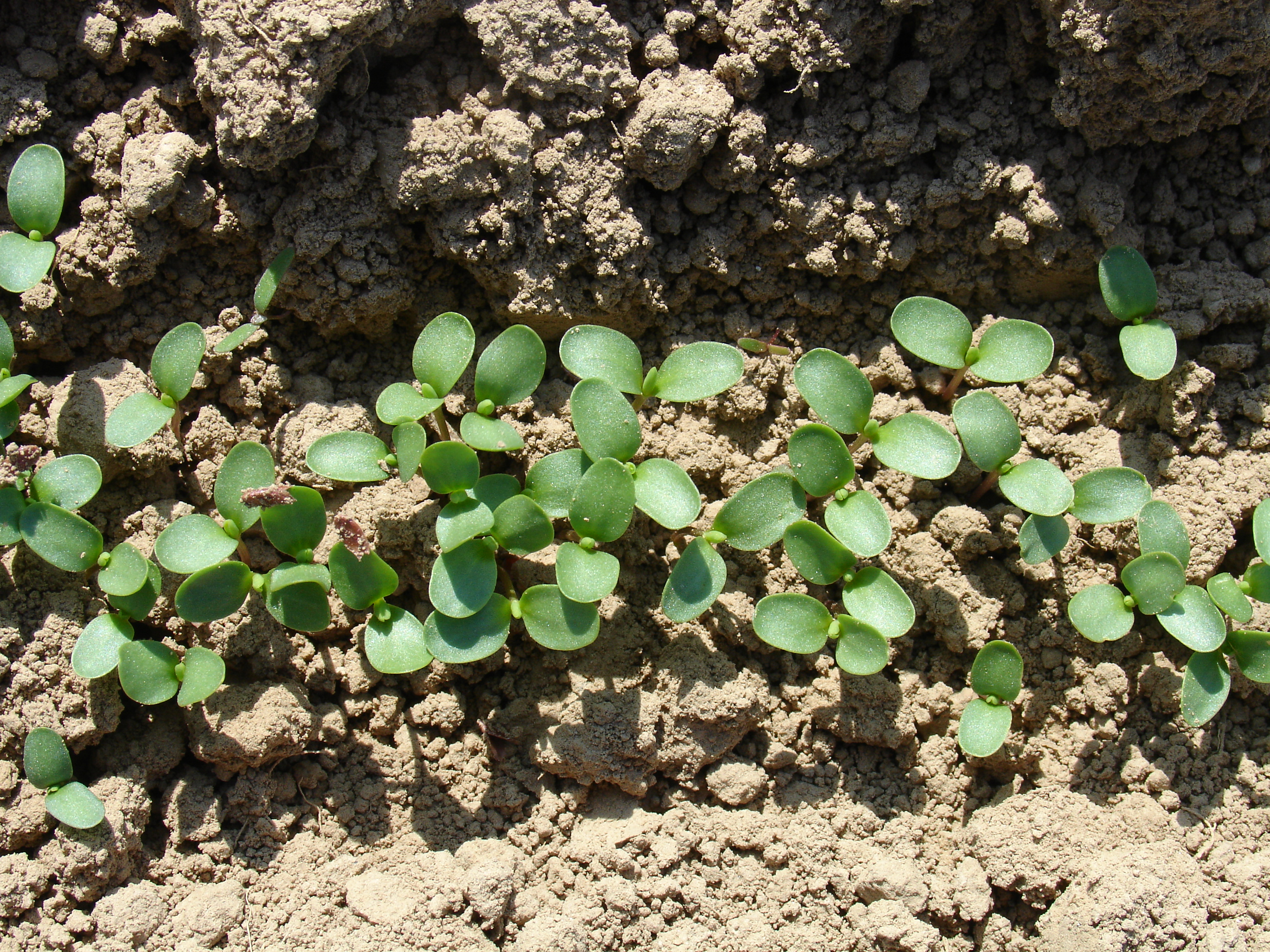
Plantules : les 2 cotylédons laissent entrevoir la première feuille.

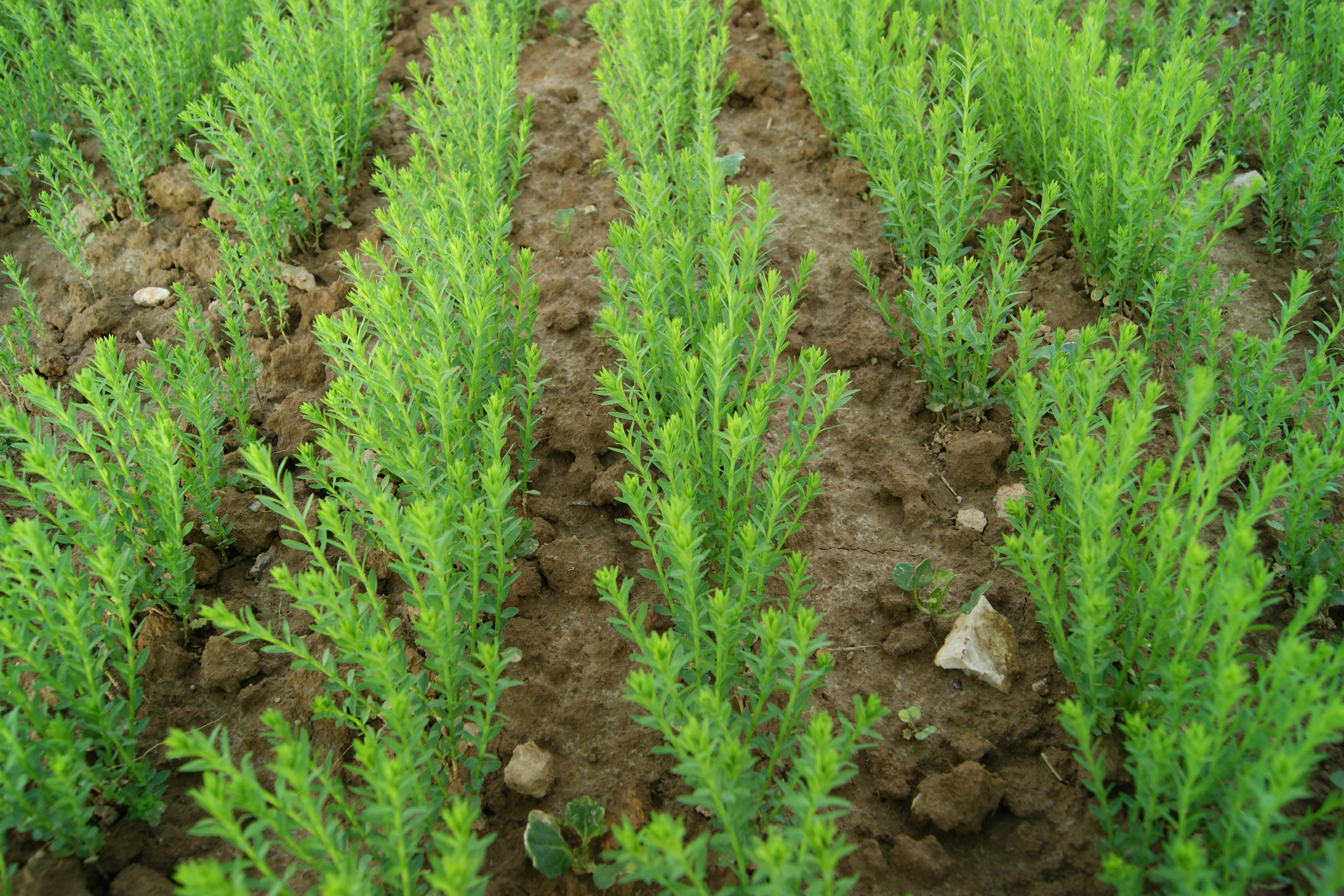
Lins atteignant une hauteur de 15 cm.

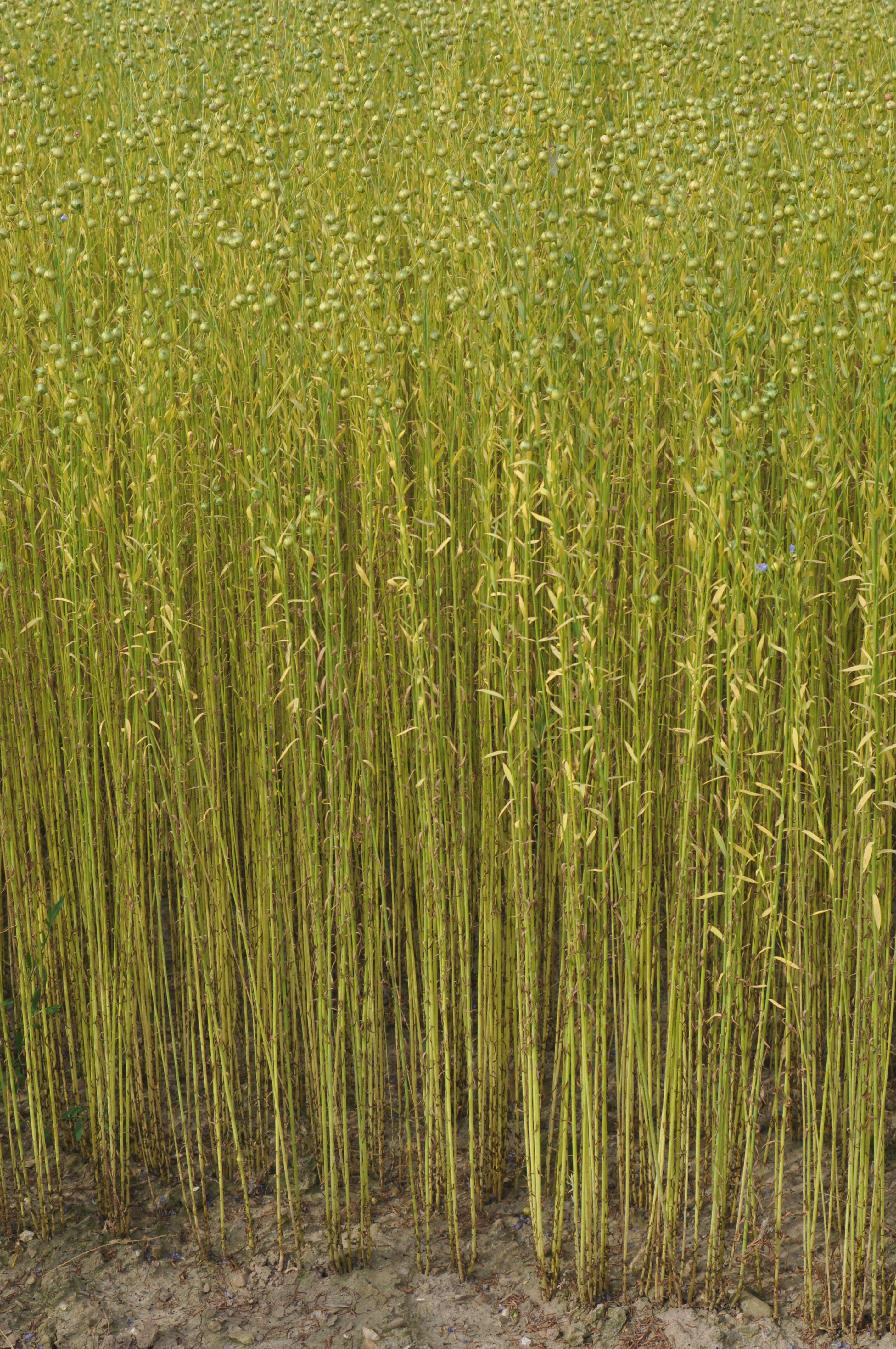
Lins matures.

La croissance du lin fibre est rapide. De la levée à la maturité, il s'écoule environ 120 jours au cours desquels les tiges atteignent leur hauteur maximale et mûrissent. Les étapes de son développement sont nettes. On peut en distinguer six :
- De l’émergence à la levée : cette période correspond au « point de départ » de la végétation. C'est à ce moment que les plantes sont les plus sensibles au gel, aux amas d’eau et aux ravageurs.
- De la levée au stade 4 cm : les lins couvrent leurs besoins en zinc. S’ils ne peuvent pas en disposer, ils souffriront d'une carence qui se manifestera vers 10 cm. À 4 cm, la longueur des racines est normalement 10 fois plus importante que la hauteur des plantules.
- Du stade 4 cm au stade 10 cm : cette étape dure environ un mois. Les racines explorent la terre jusqu’à une profondeur de 60 cm. Elles puisent au moins 50 % de l’azote nécessaire à la croissance des lins.
- Du stade 10 cm à la première fleur : c’est à ce moment que la croissance des lins se fait rapide. En conditions douces et humides, ils peuvent gagner jusqu’à 5 cm par jour. Vers 40 cm, les plantes passent du stade végétatif au stade reproducteur. Leur couleur, caractéristique, tire sur le vert tendre. En deux semaines, elles peuvent atteindre 80 cm. C'est pendant cette étape rapide que la sensibilité des lins à la verse est maximale.
- La floraison : elle intervient aux environs du 15 juin. Elle est étagée. Les champs se parent alors d’une subtile couleur bleue entre 1 et 3 semaines selon les conditions météorologiques. Les fleurs s'ouvrent généralement entre 10 h et 13 h (phénomène de thermonastie). Quand la floraison s’achève, les plantes forment des fruits appelés capsules et les feuilles en bas de tiges commencent à tomber.
- La maturation : après floraison, les lins virent du vert tendre au jaune, leurs capsules brunissent, les tiges se défolient presque entièrement et les graines mûrissent. Le moment de la récolte est arrivé. Celle-ci peut commencer vers le 15 juillet.

99 % des variétés cultivées en 2013 sont de type « printemps ». En fonction des conditions climatiques, les semis ont lieu entre le 1er mars et le 30 avril. Un peuplement de 1 500 à 1 600 plantes viables par mètre carré est optimal. Cette densité assure le meilleur rapport entre le rendement, la résistance à la verse et les qualités de fibres.
Grâce à son système racinaire pivotant, le lin fibre montre une grande capacité à prélever les éléments minéraux du sol pour assurer sa croissance, son développement, et pour produire des fibres et des graines. De ce fait, les apports d’azote, de phosphore et de potassium peuvent être modérés. L’apport de zinc est quant à lui indispensable.
La réussite du désherbage est un des points clé de l’itinéraire cultural car la plupart des adventices représentent une concurrence importante pour le lin à tous les stades. Les exigences qualitatives des filateurs et des tisseurs incitent à diversifier les moyens de lutte.
Les altises et les thrips sont les ravageurs les plus fréquents et les plus nuisibles. Nématodes, tipules, noctuelles, tordeuses se manifestent épisodiquement, sous certaines conditions. Plus rarement encore, quelques espèces d’oiseaux, de rongeurs et de gibier peuvent être dommageables au lin.
Comme beaucoup d’espèces, le lin est sujet aux attaques de champignons pathogènes qui peuvent provoquer une fonte des semis ou le dessèchement des plantes, entraînant ainsi des pertes de rendement en paille, en fibres et/ou en graines, et une dépréciation des qualités des produits récoltés. C'est notamment le cas de la rouille provoquée par Melampsora lini. Les maladies du lin sont souvent liées à un état dépressif des plantes. Les bonnes pratiques culturales (respect d’un intervalle d’au moins 6 ans entre deux lins, nettoyage des matériels, semis de variétés résistantes) représentent les moyens les plus efficaces de s'en prémunir.

### L'arrachage

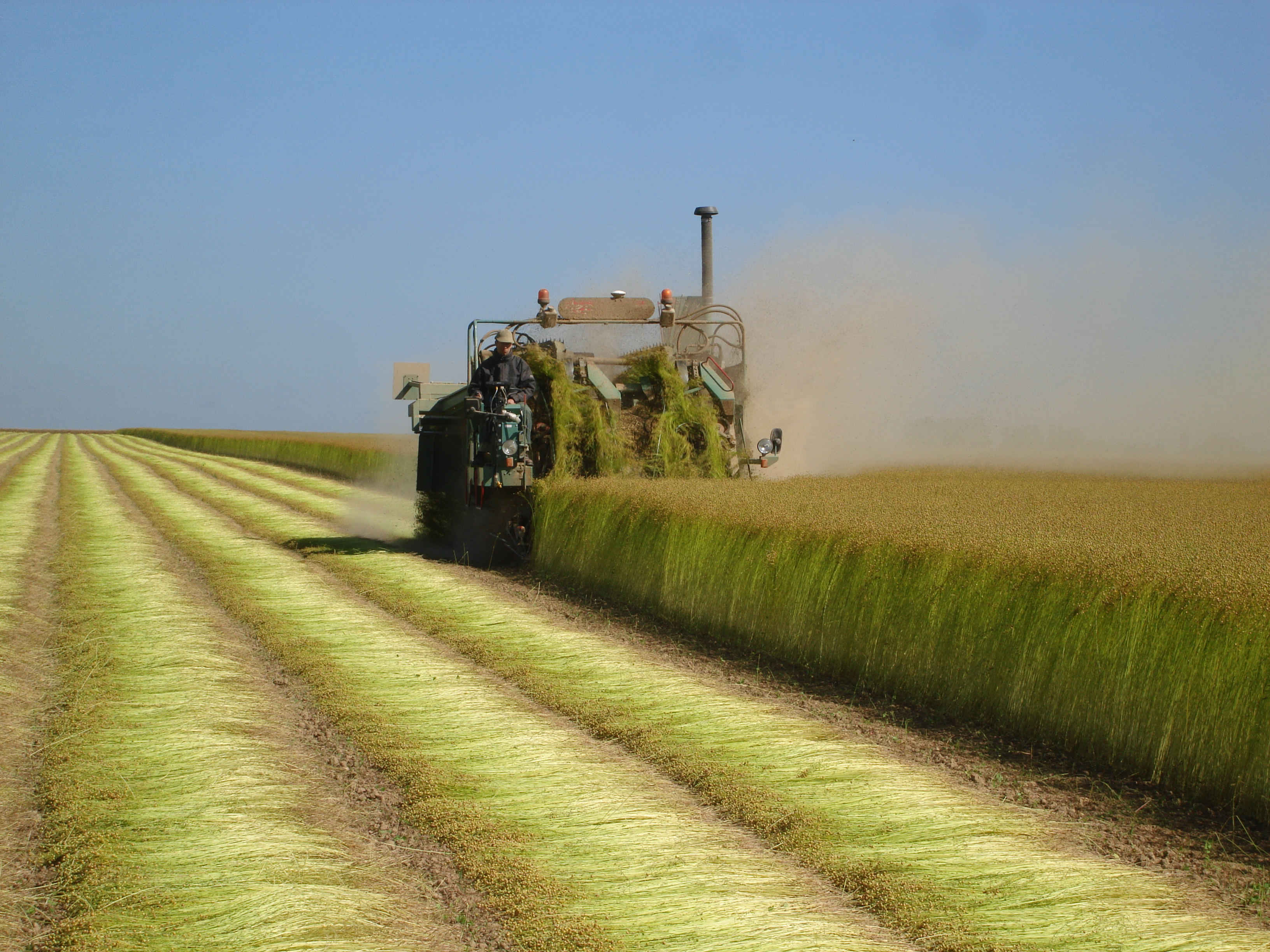
Arrachage du lin.

L’arrachage correspond à la première étape de la récolte. Il intervient quand les lins sont matures. Ce terme est employé pour signifier que les plantes ne sont pas fauchées pour que l’opération puisse se faire rapidement et afin de ne pas perdre les fibres présentes dans la partie basse des tiges.
Dans la pratique, l’opération consiste à :
- tirer fortement sur les plantes dont les tiges cassent au niveau du sol et les racines restent en terre,
- maintenir les tiges parallèles les unes par rapport aux autres et les déposer sur terre en bandes (ou nappes) continues appelées andains.

L’arrachage mobilise des machines spécifiques, automotrices, appelées arracheuses. Celles-ci pincent les tiges de lin à mi-hauteur entre poulies et courroies et les arrachent par l’effet d’avancement. La multitude des points de pincement sur la largeur de travail d’une arracheuse contraint la machine à regrouper l’ensemble des prises pour former deux andains de tiges et à les faire passer de la position debout à la position couchée à l'aide de courroies quart de tour.

### Le rouissage

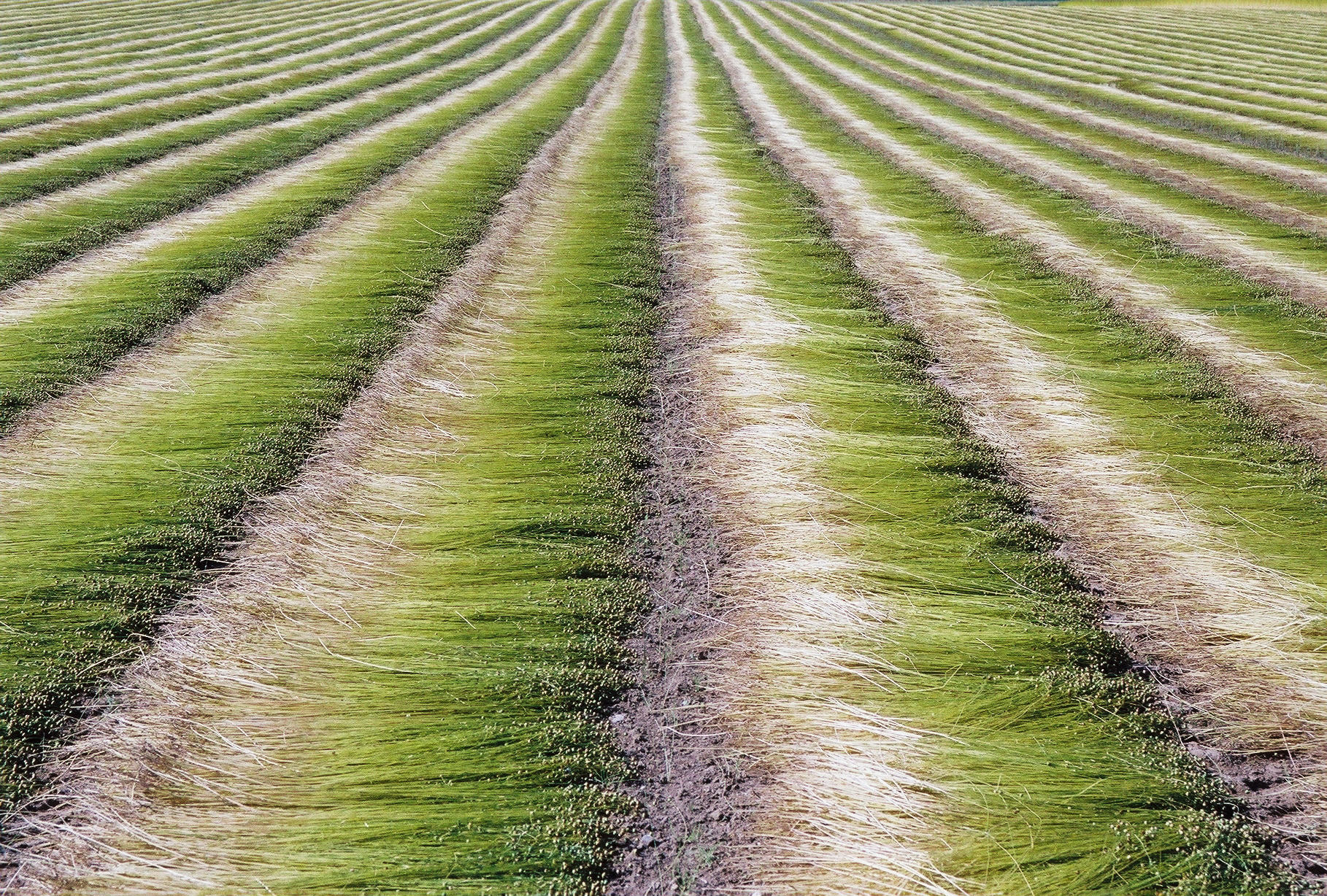
Tiges de lin fibre disposées en andains, avant rouissage.

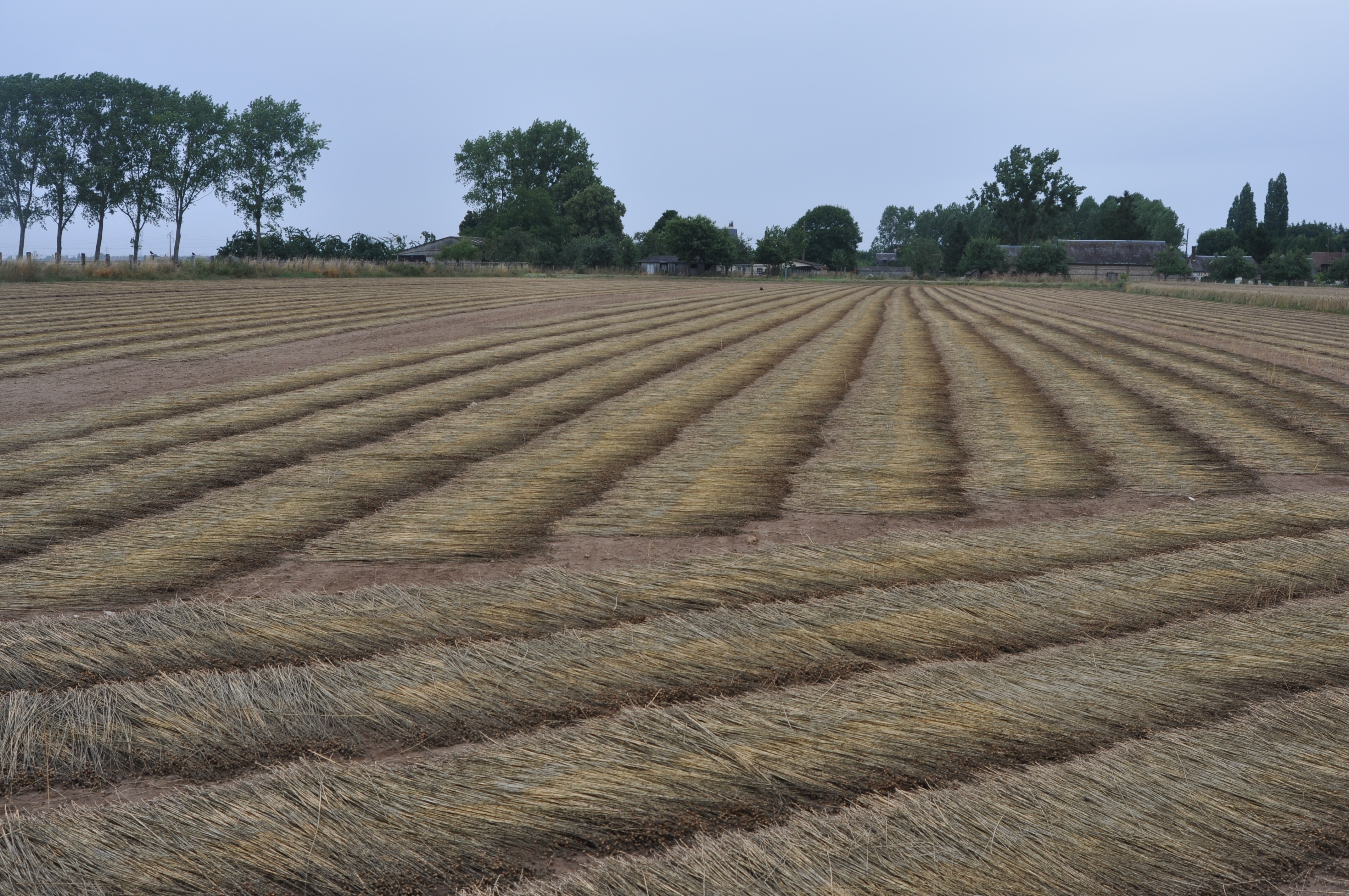
Tiges de lin fibre disposées en andains, rouies.

Après leur arrachage, les pailles de lin disposées au champ, en andains, subissent le rouissage. Cette étape détermine en grande partie la qualité du lin. Elle correspond à l’action des micro-organismes du sol (champignons, bactéries) sur les tiges. À la faveur d’une bonne humidité (rosées, pluies) et de températures douces (>10 °C), ceux-ci sécrètent des enzymes qui fragilisent les tissus qui entourent les faisceaux de fibres. En créant une perte de la cohésion tissulaire, le rouissage facilite l’extraction mécanique des fibres. Son défaut : il est une étape empirique qui dépend énormément du climat. Il faut en effet que l’attaque microbiologique des pailles soit suffisante pour les fragiliser, mais que cette action reste limitée pour que les micro-organismes n’aient pas le temps d’endommager les fibres.
Le rouissage se traduit par un changement de couleur des pailles qui prennent une couleur brune à grisée. Il est jugé optimal quand les tiges présentent une couleur homogène et quand on peut sans effort extraire les fibres qu’elles contiennent. On dit alors que le lin est « teillable ».
Autrefois, le rouissage s'effectuait à l'eau, dans les rivières ou dans des cuves. Cette technique a été abandonnée pour des raisons environnementales et économiques. Pour l'anecdote, dans l'Oise, on rouissait le lin dans des bassins creusés dans le sol que l'on appelait, en patois, Pocs à Lin (Poches à lin). Ce nom est à l'origine de celui de Poclain, célèbre constructeur, aujourd'hui disparu, de pelleteuses hydrauliques au Plessis-Belleville.[réf. souhaitée]
Le vent est à la fois un ennemi et un allié du lin lors du rouissage. Quand il souffle très fort, les pailles de lin peuvent être emportées sur plusieurs centaines de mètres mais il est nécessaire au séchage, et c'est l'alternance de périodes sèches et humides qui favorise un bon rouissage. Toutes ces difficultés font que la production de lin est limitée à certaines régions, et est très hétérogène d'une parcelle à l'autre (un orage localisé suffit à altérer la qualité). Comme pour le vin, on parle souvent de crus pour le lin.

### Le retournage et l'enroulage

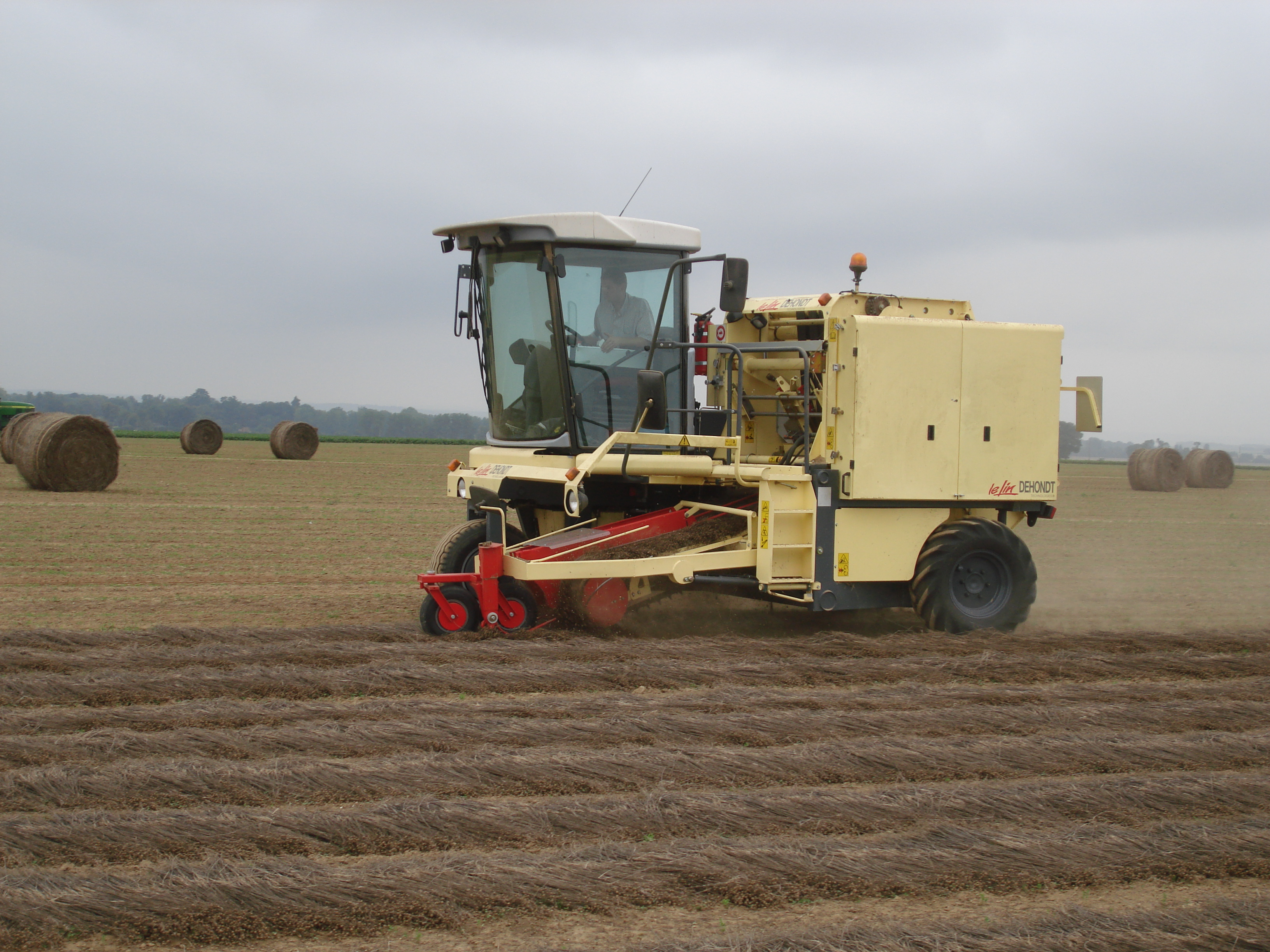
Les pailles rouies sont enroulées.

Il est généralement nécessaire de retourner le lin pour obtenir un rouissage homogène.
Quand les lins sont rouis, les pailles sont enlevées du champ par enroulage. L’opération consiste à enrouler les andains pour former des balles rondes tout en :
- conservant aux tiges leur disposition parallèle,
- permettant aux balles de se dérouler ultérieurement, pour reformer l’andain et autoriser l’extraction des fibres.

L’enroulage mobilise une machine spécifique appelée enrouleuse. Celle-ci soulève les pailles et les entraine vers une cellule dont la dimension s’ajuste au diamètre des balles. L’originalité de l’enroulage du lin repose sur l’insertion de 2 ficelles sur l’andain de pailles afin de permettre le déroulage des balles et l’extraction des fibres qui composent les tiges.
Les pailles de lin récoltées bien sèches et stockées dans de bonnes conditions se conservent de nombreuses années. Elles peuvent alors subir le teillage.

### Le teillage

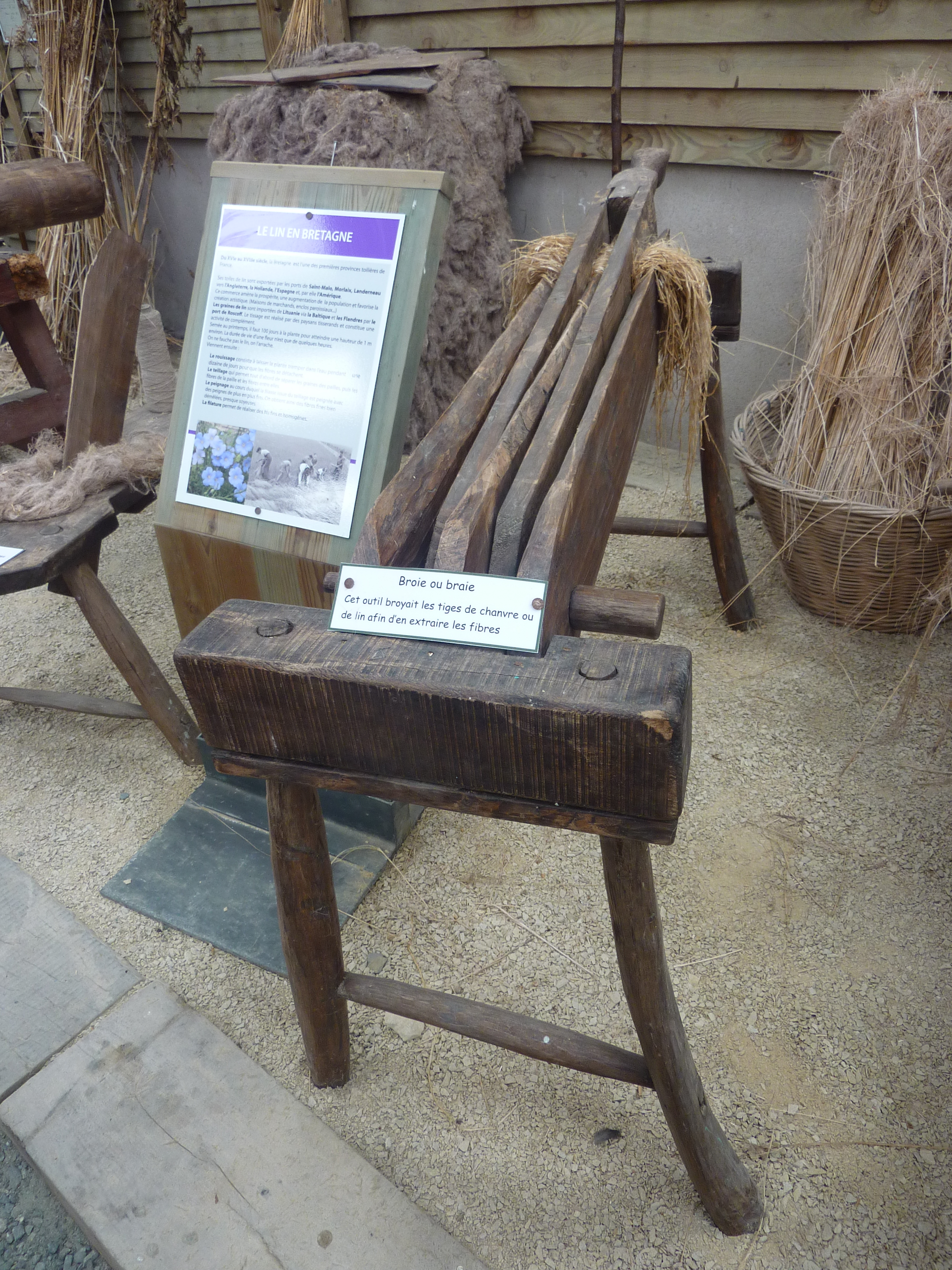
Broie à tiller (outil servant à broyer les tiges de lin ou de chanvre pour en extraire les fibres, Écomusée de Plouigneau).

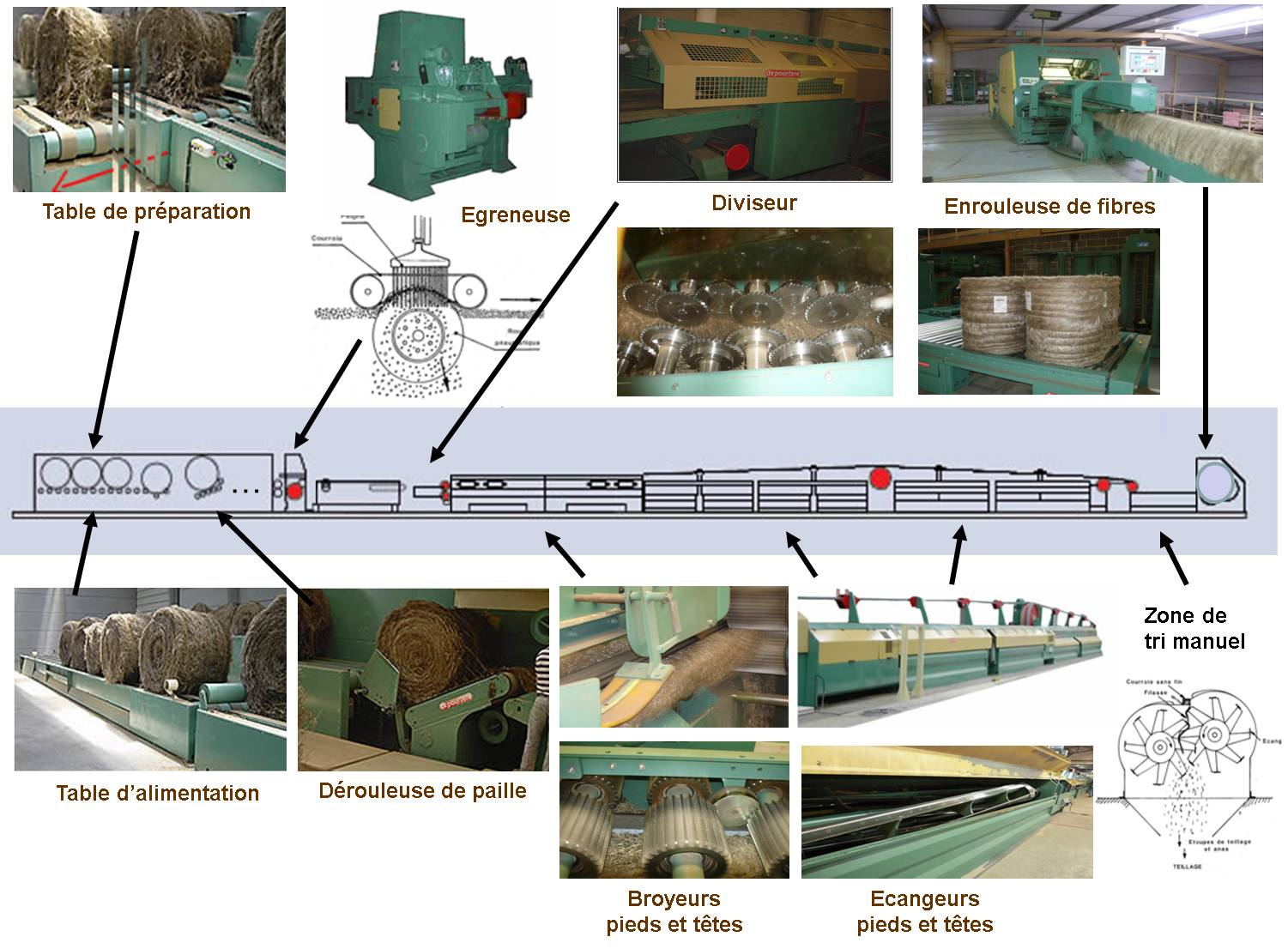
Les différentes étapes du teillage.

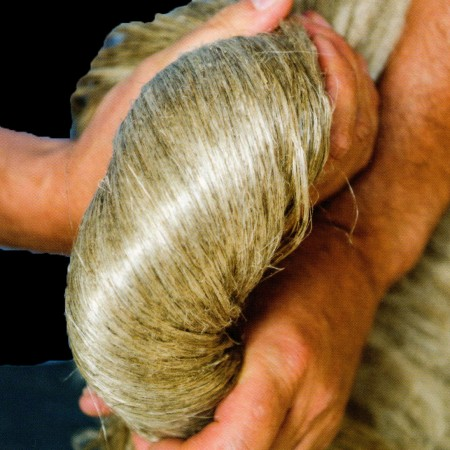
Lin teillé (= fibres longues) extrait des pailles.

Le teillage est l’opération mécanique qui s’exerce sur les tiges de lin rouies, pour en extraire les fibres. Il est une étape clé de la production linière correspondant à la première transformation des pailles récoltées. Sa réalisation met en œuvre des machines spécifiques.
Lors du teillage, les graines de lin sont récupérées, puis la tige est battue pour enlever le bois. Les morceaux de bois récupérés sont appelés les « anas ». Les fibres ainsi récupérées sont séparées en fibres longues et en fibres courtes (les « étoupes »).
Schématiquement, teiller le lin consiste à broyer et à battre les pailles pour éliminer :
- l’épiderme des tiges ─ sous forme de poussières,
- la partie ligneuse des tiges qui se délite en petits fragments de bois appelés anas.

L’opération étant mécanique, elle génère (par arrachement) des fibres courtes faiblement résistantes, également appelées étoupes de teillage.
Les fibres extraites sont dites « longues » ; elles constituent le lin teillé, autrement appelé long brin ou filasse, et correspondent au produit noble extrait des pailles, celui dont l’agriculteur attend le meilleur rendement, les meilleures qualités et la meilleure valorisation.
Les étoupes, les anas, les graines et les poussières représentant des coproduits. Leurs valorisations respectives complètent avantageusement celle des fibres longues.
Arrivées à l’usine après stockage chez l'agriculteur, les balles de pailles sont déroulées de manière à obtenir une nappe régulière, dont la masse linéique oscille entre 2,5 et 3 kg par mètre. Les tiges passent ensuite dans un diviseur qui a pour action de réduire l’épaisseur de la nappe en multipliant par quatre la vitesse de transport des matières (80 m/min contre 20 m/min).
Les pailles sont ensuite broyées par des cylindres cannelés dont les axes sont orientés parallèlement aux pailles de lin. Cette opération se fait alternativement sur la partie basse des tiges, et sur leur partie haute. Le bois des tiges est fragmenté sous forme d’anas, récupérés par aspiration sous la teilleuse.
Les tiges subissent ensuite l’écangage, opération qui consiste à les battre de manière à extraire et à nettoyer véritablement les fibres qu’elles contiennent. Les fibres sont nettoyées par des tambours, munis de lames de faible épaisseur tournant à une vitesse proche de 250 tours par minute. Cette vitesse est adaptée en fonction des caractéristiques de chaque lot de paille. Les étoupes, moins résistantes, sont récupérées par aspiration sous la teilleuse. Les anas sont décollés en même temps.
Au bout de la chaine, des opérateurs effectuent un tri des matières pour obtenir des lots de fibres homogènes. Le lin teillé est alors conditionné en balles rondes d’environ 100 kg. Ces fibres longues représentent 20 à 25 % de la masse des pailles. Un hectare de lin produit en moyenne entre 1 200 et 1 700 kg de lin teillé.

### Le peignage et la filature

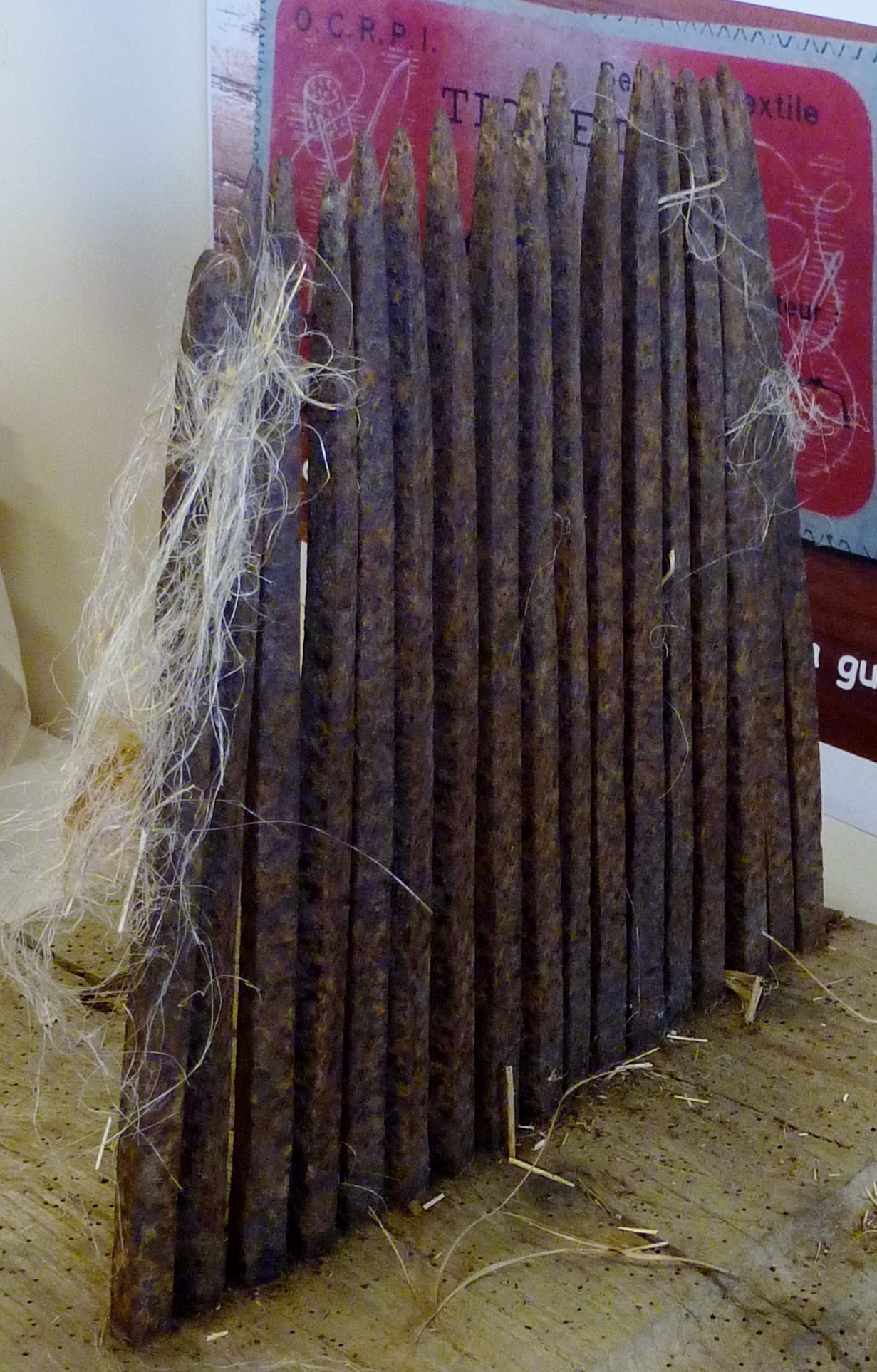
Peigne à égrener le lin (exposé au moulin de Trouguer en Cléden-Cap-Sizun).

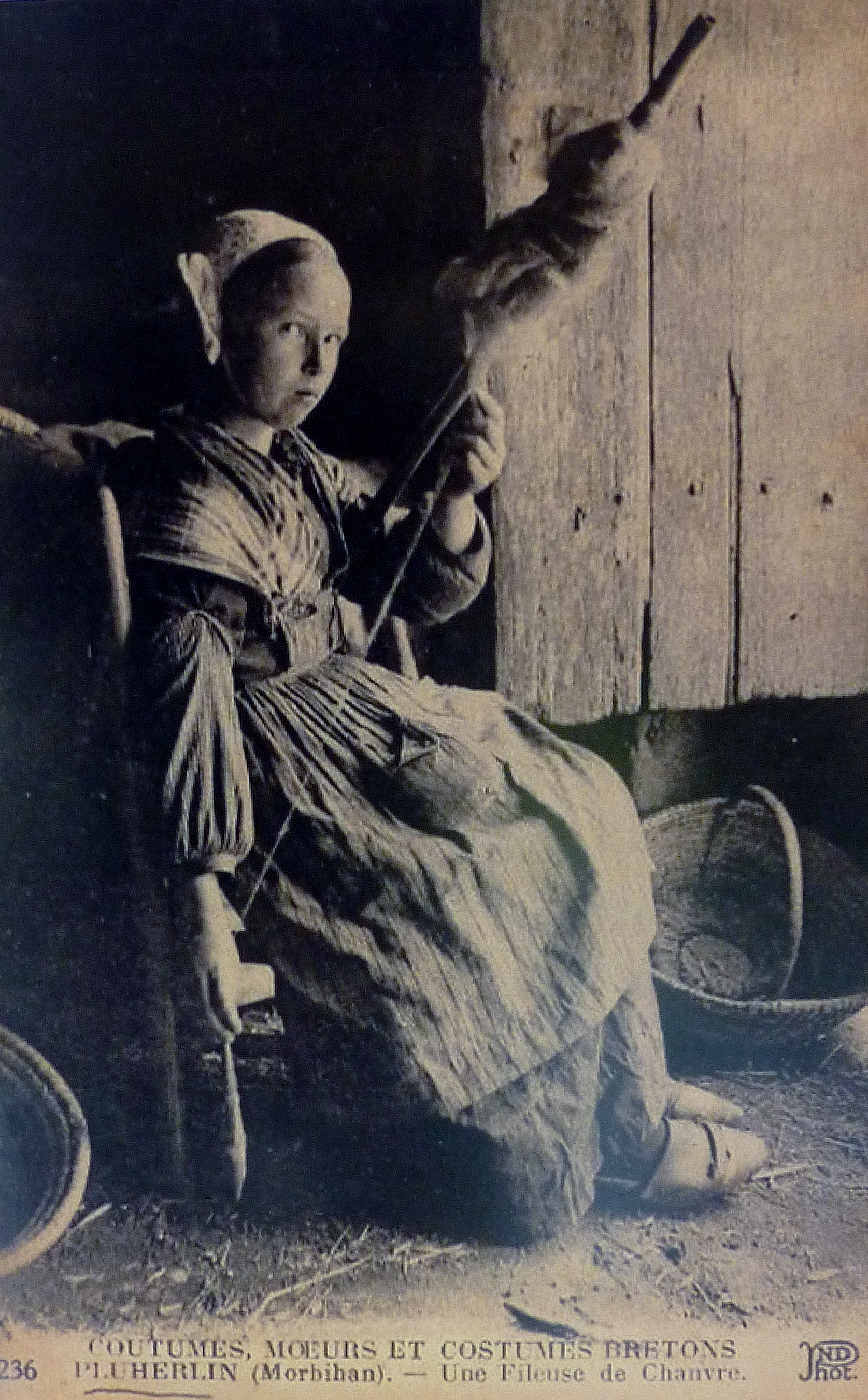
Fileuse de chanvre à Pluherlin au début du XXe siècle.

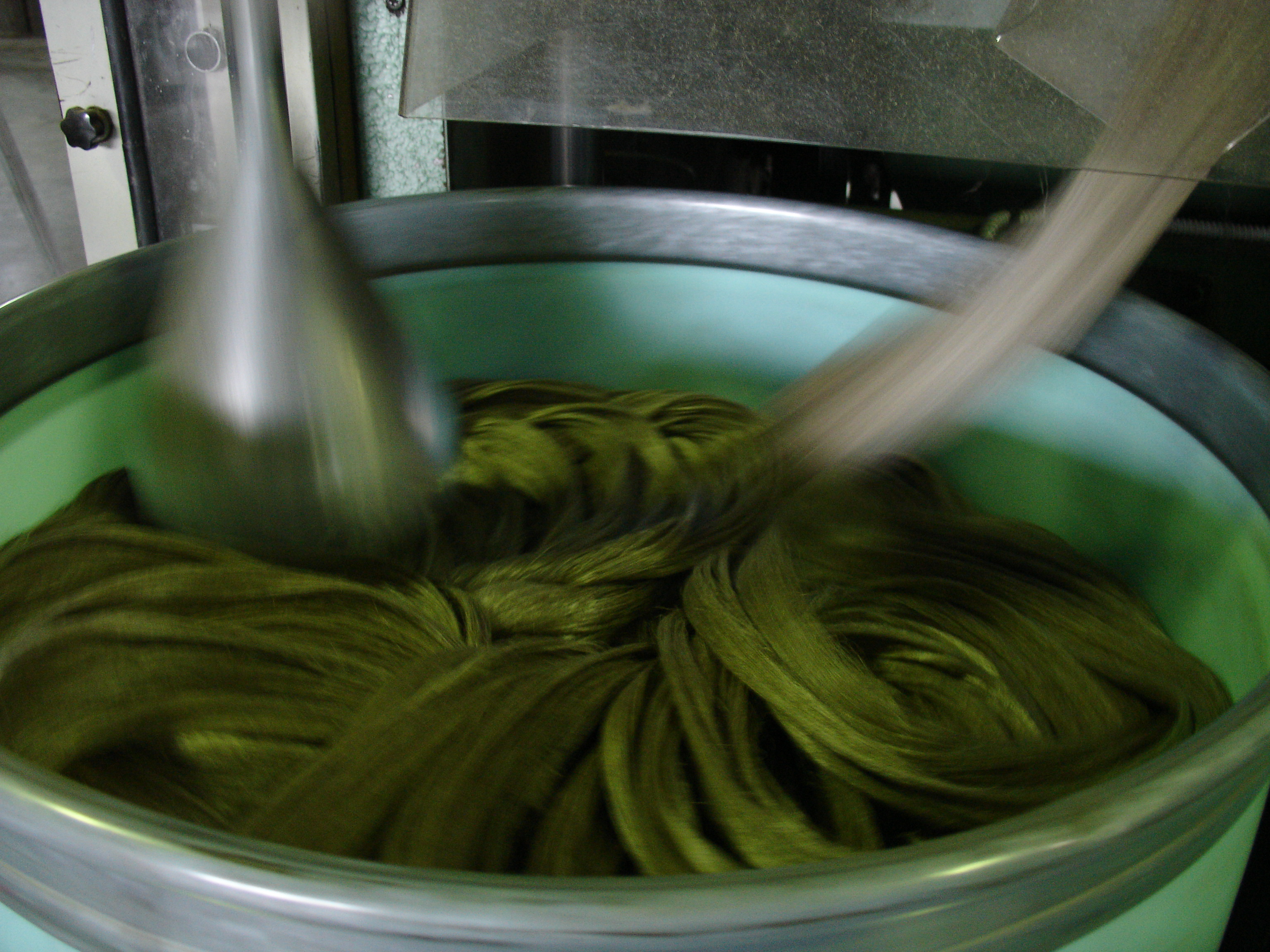
Ruban de lin obtenu après peignage.

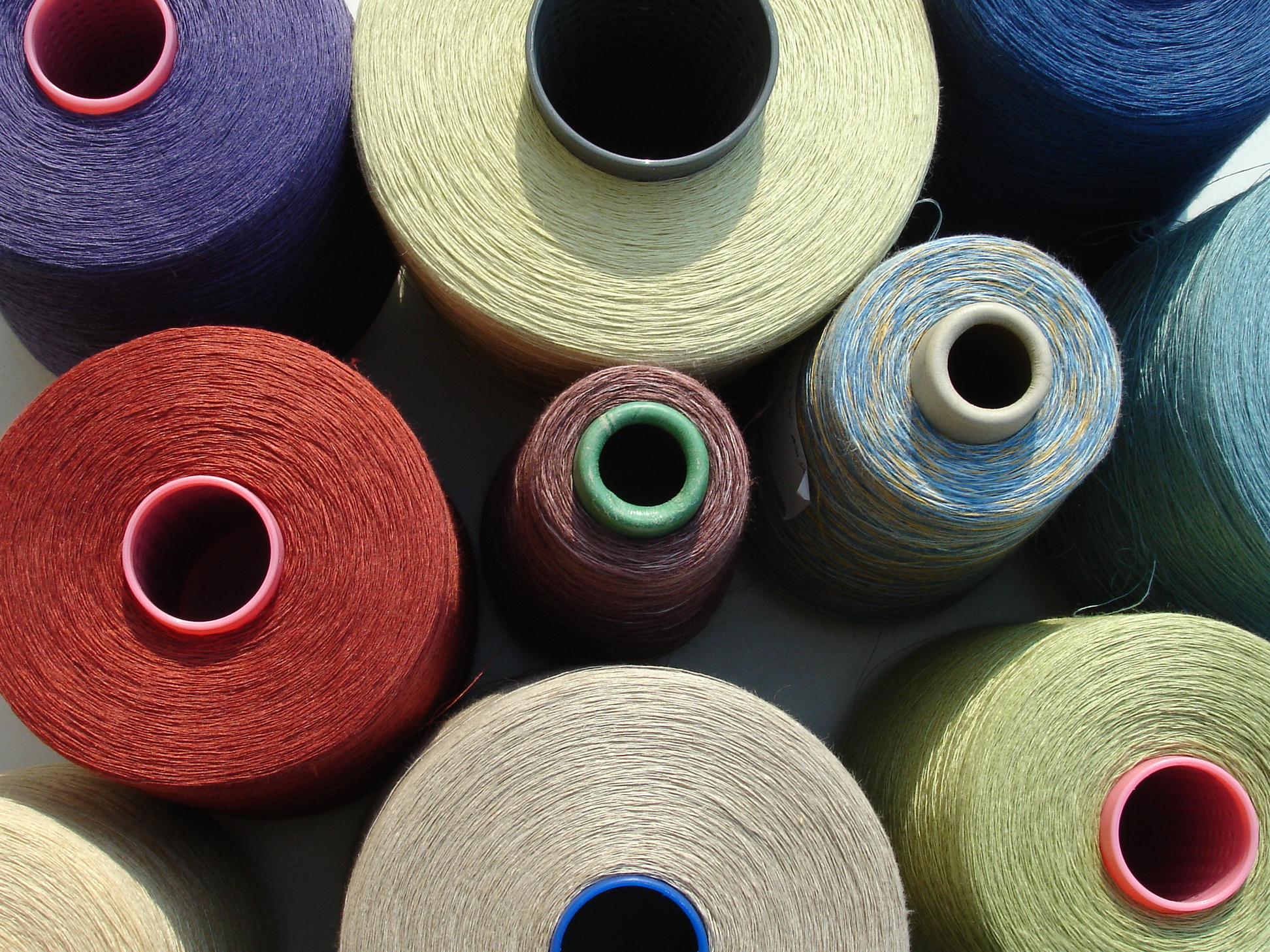
Bobines de fils.

Pour des usages textiles, les fibres de lin issues du teillage doivent être converties en fils. Cette étape correspond à la filature.
Première des opérations de filature, le peignage consiste à paralléliser les fibres et à les présenter sous forme de rubans doux et lustrés prêts à être filés.
Le peu d’élasticité des fibres de lin, leur faible longueur moyenne et la très grande dispersion de leurs longueurs et de leurs diamètres ne sont pas des facteurs favorables à la filature conventionnelle de type « coton ». C’est pourquoi la « filature lin » s’est orientée vers des voies spécifiques de formation du fil, au mouillé, au sec, ou selon le circuit des mélanges.
Les matières utilisées se présentent sous deux formes : le lin teillé et les étoupes. Ceux-ci suivent des circuits de préparation différents pour aboutir à l'un des trois modes classiques de « filature lin » :
La filature au mouillé
Elle emploie davantage le long brin que les étoupes. Les rubans obtenus en sortie de peignage sont laminés et rendus le plus homogènes possible en densité linéaire et dans leur composition en fibres. Cette opération est conduite plusieurs fois et le ruban final subit une légère torsion. La mèche ainsi obtenue est étirée puis elle subit à son tour une torsion pour que le fil résiste au tissage. La spécificité de ce type de filature provient du fait que la mèche est immergée dans une eau à 60 °C avant étirage pour « ramollir » les ciments pectiques qui lient les fibres élémentaires entre elles, permettant ainsi une meilleure dissociation et un certain glissement. Ainsi, les fils sont fins, lisses, lustrés, solides et réguliers ; ils sont destinés à la fabrication de tissus de grande qualité.
La filature au mouillé utilise des fibres collées, plus ou moins pré-dissociées. Le traitement de division de la matière se fait progressivement, grâce à l’eau au traitement de la mèche, mécaniquement à l’étirage final.
Comme tous les fils, un fil de lin se caractérise par son numéro métrique (Nm). Celui-ci correspond au nombre de mètres que mesure un fil de 1 gramme ou au nombre de kilomètres que mesure un fil de 1 kg. Plus cette valeur est élevée, plus le fil est fin. Le numéro métrique du lin peut atteindre 80 (= 80 m de fil pèsent 1 g).
La filature au sec
C’est un procédé de fabrication qui ressemble à la filature de la laine dont elle reprend certains matériels après adaptations spécifiques. Elle est utilisée pour les étoupes, mais aussi pour le lin teillé craqué (étiré brutalement).
En filature au sec, la matière (le ruban) est étirée et filée sans passer dans l'eau. De fait, elle ne permet pas d'aller jusqu’à la division ultime des faisceaux techniques en fibres élémentaires. Les fils produits sont plus gros et moins lisses que ceux obtenus au mouillé ; ils sont employés dans la fabrication de tissus techniques.
La filature au sec utilise des fibres techniques incomplètement dissociées.
Le circuit des mélanges
Certains circuits visent à réaliser des fils faits de lin et d'autres fibres naturelles (coton, laine, soie, etc.), artificielles (viscoses) ou synthétiques (polyester, polyamide, acrylique, etc.). Dans ce cas, le procédé utilisé est celui de la filature « coton » ou « fibres courtes ». Il s'agit, à partir d'un ruban de fibres de 80 cm de long (lin teillé) ou de 20 cm de long (étoupes), d'obtenir par clivage et par coupage des fibres de longueur aussi constante que possible, proche de celle des fibres de coton (25 à 35 mm). C'est l'opération d'affinage qui permet également le mélange avec d'autres fibres. Les fibres en bourre sont alors parallélisées par cardage dont on obtient un ruban. Finalement, ce dernier est filé après doublages et étirages successifs. Les fils obtenus confèrent aux tissus une apparence, un toucher, un drapé particulier.
Le circuit des mélanges correspond à une filature à partir de fibres fortement dissociées.

## Une valorisation de toutes les composantes de la plante

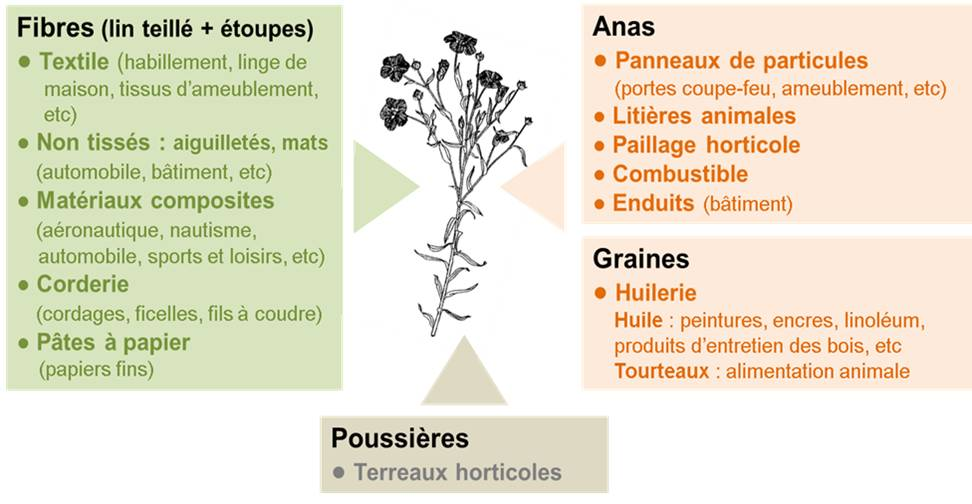
Destination des produits issus du lin fibre.

Fibreux et oléagineux, le lin fibre offre une palette de produits (fibres longues, étoupes, anas, graines, poussières) qui se prêtent à une large gamme de valorisations. Ses propriétés uniques, sa renouvelabilité et sa naturalité concourent à son intérêt et à son image positive dans toutes ses applications.

### Le textile
Même si les fibres de lin ne représentent que 0,3 % des fibres textiles produites dans le monde, ce secteur reste de loin leur principal débouché en absorbant 95 % des fibres longues et 60 % des étoupes.
Les États-Unis représentent le premier pays consommateur de lin (37 %). Ils sont suivis par l’Union Européenne (32 %), où l’Italie représente la moitié de la consommation. Pays à climat humide et tiède, le Japon se classe immédiatement derrière (7 %). Mais l’avenir se joue de plus en plus auprès des classes aisées et moyennes des pays émergents, Russie, Inde, Chine et Brésil.
L'habillement représente environ 60 % des débouchés textiles des fibres de lin. L’univers de la maison compte à hauteur de 30 %, répartis à égalité entre linge de lit et de table et les tissus d’ameublement. Les textiles techniques (toiles à peindre, tuyaux souples, etc.) et matériaux à usages industriels (bâches, etc.) réalisent le solde de 10 %.
Doté d’une grande résistance et d’un pouvoir d’absorption de l’humidité sans équivalent, le lin procure une sensation de bien-être à ceux qui le portent. Associé au cachemire ou à la laine, il se fait doux et chaud pour l’hiver. Mélangé à la soie, il devient précieux et portable le soir. Marié à la viscose ou au polyamide, il perd de sa froissabilité et peut se porter en toute circonstance. Autre atout : la solidité du lin. Après 50 lavages, une chemise en coton souffre et perd de sa tenue ; il en faut plus du double pour le lin. Sans parler du rendu incomparable des couleurs à l’origine de son succès dans le vestimentaire et dans l’univers de la décoration où il affiche son image qualitative et noble.
Après plusieurs années d’investissements en R&D, les filateurs européens ont réussi à améliorer le titrage des fils et à faciliter le tricotage pour donner naissance à une nouvelle génération de fils extra fins, réguliers et lisses, permettant de réaliser des mailles de lin, souples et élastiques. Le lin infroissable est né et offre de nouvelles perspectives de développement.

### Les non-tissés
Ils représentent un débouché d’environ 15 %, en volume, pour les étoupes de lin.
Les produits se présentent sous la forme d'un voile ou d'une nappe de fibres, orientées directionnellement ou au hasard, liées par aiguilletage, cohésion ou couturage, associées ou non à des résines. Ces produits sont utilisés dans le bâtiment (feutres isolants thermiquement et/ou phoniquement), l’automobile (intérieur de portières, planches de bord, garnitures latérales de coffres, etc.), mais aussi pour fabriquer du papier à cigarettes.

### Les matériaux composites
Les contraintes d’allègement de poids dans de nombreux domaines industriels ainsi que les nouvelles réglementations limitant la consommation d’énergies et encourageant le recyclage conduisent de nombreux industriels à se tourner vers des matériaux innovants, composites, éco-conçus et/ou bio-sourcés.
Dans ce contexte, la faible densité des fibres de lin, leur rigidité spécifique en traction comme en déflexion, leur résistance à la rupture, à la torsion et à la compression ainsi que leur capacité à absorber les vibrations sont les propriétés les plus à même de les positionner aux côtés du carbone et du verre.
L’utilisation de matériaux composites renforcés de fibres de lin est aujourd’hui active dans de nombreux secteurs industriels, notamment ceux des sports et loisirs (vélos, raquettes de tennis, skis, etc.) avec des matrices thermoplastiques et thermodur. Également utilisables au quotidien, les composites lin renforcent leur positionnement dans les domaines de l’aménagement de la maison et du design. L’émergence de ces nouvelles valorisations résulte pour l’essentiel d’une dynamique d’innovation de PME. Elle représente un fort potentiel pour des secteurs industriels particulièrement exigeants sur les propriétés des matériaux tels le nautisme, l’aéronautique et le secteur ferroviaire.

### Les papiers fins

#### En Occident
Les papiers fabriqués à base de fibres de lin sont légers, résistants et de haut-de-gamme. Leurs usages sont variés : papiers d’édition, papiers à usage graphique, papier à cigarette, papier Bible, billets de banque américains. Le papier à cigarettes à rouler est fabriqué à partir de fibres de lin ou d’un mélange de lin et bois. En France, en 1982, les papeteries Schweitzer-Mauduit, premier producteur mondial de papier à cigarettes situé dans le Finistère, fabriquaient 30 % de leur papier à partir de pâte de lin. En 1998, elles n’en produisaient plus que 12 %.

#### En Asie orientale
La Chine, la Corée et le Japon, sont réputés pour leur fabrication de papiers traditionnels. Les fibres papetières de lin proviennent soit des chiffons, soit des débris de lin (ou étoupe de lin) après que les fibres textiles ont été récupérées, soit de la plante entière (en général du lin à graines pour l’huile).
Le lin était cultivé dans les régions du Nord et de l’Ouest de la Chine pour sa fibre papetière. Avec la ramie (苎麻 zhùmá) (Urticaceae), le chanvre (大麻dàmá) (Cannabinaceae), le lin (亚麻 yàmá) (Linaceae) fait partie des premières fibres papetières chinoises utilisées.
Toutes ces plantes sont appelées de la même manière par le monosyllabe « ma 麻 » dans les documents anciens chinois. Ce n’est qu’à partir des travaux de Pan Jixing effectués dans les années 1970 sur les morceaux de papiers trouvés dans des sites archéologiques, que les analyses microscopiques et chimiques ont permis d’identifier à quel type de fibre papetière (chanvre, ramie, lin, etc.) et à quelle technique de fabrication, les premiers papetiers avaient recouru. Cependant de nos jours encore, les historiens du papiers chinois ont dans leur classification des papiers traditionnels, défini une classe appelée mazhi 麻纸 (papiers chanvroïdes), regroupant les plantes à fibre papetière dont le nom chinois se termine par le caractère ma 麻 (voir Ramie#Fabrication de papier).
Un morceau de papier trouvé en 1959, connu sous le nom de « papier de Niya », dans une tombe des premiers siècles de l’ère commune (en chronologie chinoise, datant de la dynastie des Han postérieurs (+25, +220)), réexaminé par Li Xiaocen et al en 2014, a permis de montrer que la fibre papetière utilisée était le lin. Cette sépulture se trouve près de Minfeng, une ville-oasis située sur la branche sud de la route de la soie qui contournait par le sud le désert du Taklamakan dans la région ouïghour du Xinjiang. À partir des photographies analytiques de la lumière transmise à travers le papier et réfléchie par les fibres, on peut voir que les fibres sont longues, droites et de diamètre assez uniforme, caractéristiques des papiers chanvroïdes. Les bords blanc jaunâtre des fibres indiquent qu’il s’agit du lin.
Les autres découvertes de fragments de papiers dans la région du Xinjiang ont montré qu’après le Ve siècle, l’écorce de mûrier blanc a été systématiquement utilisée pour la fabrication du papier et a continué à l'être à l’époque contemporaine.

### Les panneaux de particules
En raison de leur faible masse volumique liée à leur structure alvéolaire (120 kg/m3 non tassés), les anas de lin sont utilisés dans la fabrication de panneaux de particules de bois agglomérées.
Dans cette application, les anas apportent aux matériaux :
- un fort pouvoir ignifuge. Cette caractéristique unique permet au panneau de lin d’être utilisé comme un composant majeur des portes coupe-feu.
- une bonne isolation phonique. Cette propriété est particulièrement intéressante pour la fabrication de portes et de cloisons.
- une flexibilité et une grande résistance des panneaux à la torsion, en raison de leur dimension (entre 10 et 20 mm de long, avec une section de l’ordre de 2 mm).

### Les litières et le paillage horticole
Grâce à leur structure alvéolaire, les anas de lin présentent une grande capacité à absorber l’eau et à la retenir durablement. Cette propriété en fait un matériau de choix pour composer :
- des litières pour animaux,
- des paillis horticoles qui conservent l’humidité du sol et limitent la pousse des adventices.

### L’énergie
Certains anas sont utilisés à des fins énergétiques. Leur pouvoir calorifique est comparable à celui du bois (4 kWh/kg) ─ pour un coût d'accès inférieur ─ et leur taux d’humidité est faible (10 à 12 %). En comparaison, 2,5 kg d'anas équivalent à 1 litre de fioul.

### L’huile
Connue pour sa siccativité et ses capacités de polymérisation, l'huile de lin est employée seule ou mélangée à d'autres huiles, résines et solvants. Classiquement, elle est utilisée en tant que :
- liant pour certaines peintures à l'huile,
- imprégnateur et protecteur des bois à l'intérieur comme à l'extérieur : protection contre l'humidité, les champignons et insectes, et contre la poussière par son caractère antistatique,
- composant de certains vernis de finition,
- agent plastifiant du mastic de vitrier,
- agent de cohérence et liant dans la fabrication du linoléum[32],
- dans le montage de roues de vélo, où l'huile de lin lubrifie le filet de l'écrou des rayons lors du montage de la roue, puis par séchage va l'empêcher de se desserrer lors du roulage.

### Nutriment
Le lin peut être consommé sous forme de graines, d'huiles de lin ou d'extraits. Son utilisation dérive de sa richesse en acides gras polyinsaturés, en particulier en acides linolénique et linoléique, qui lui doivent leur nom. Il est également riche en fibres.

## Anatomie d'une fibre de lin

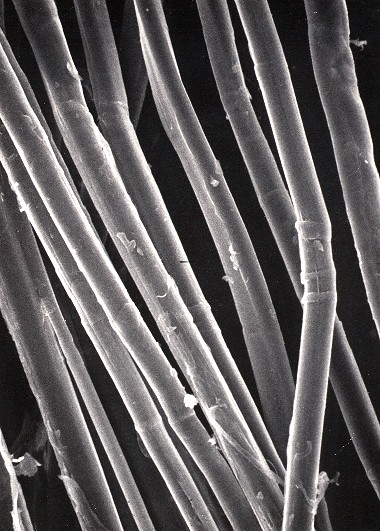
Fibres de lin rouies observées par microscopie électronique à balayage.

Les fibres sont des cellules situées dans la tige entre l’écorce et le « bois ». Les fibres forment des massifs, ou faisceaux, disposés en un arrangement circulaire autour du bois. Dans la direction longitudinale, les fibres sont collées les unes aux autres, très fortement soudées par un ciment interstitiel, de telle sorte que les faisceaux fibreux présentent une longueur sensiblement égale à celle de la tige. Dans la section complète de la tige, on compte 20 à 40 faisceaux composés chacun de 20 à 40 fibres. La longueur des fibres varie entre 10 et 100 mm, et leur diamètre varie de 20 à 40 microns. À maturité des plantes, les fibres représentent environ 25 % de la masse sèche des tiges.
Les fibres ont une structure tubulaire à faible élasticité (allongement à la rupture de 1 à 2 %) et à forte ténacité (l’une des fibres naturelles les plus solides), qui assure la protection de la plante contre les intempéries, les micro-organismes, ainsi que les insectes et les herbivores.
À maturité, les cellules fibreuses sont complètement entourées des différentes couches formant les parois. De l’extérieur vers l’intérieur on distingue la paroi primaire PI, puis les trois couches S1 à S3 de parois secondaires.
Les parois secondaires qui assurent l’essentiel des propriétés mécaniques des fibres sont composées de microfibrilles de cellulose unidirectionnelles, entourées de polysaccharides matriciels, tels que les pectines ou les hémicelluloses.
La cellulose est un homopolysaccharide composé d’unités β-D-glucose liées entre elles par une liaison (1,4). Les différentes chaînes de cellulose sont reliées par des liaisons d'hydrogène reproduites de façon très régulière entre les groupements OH des différentes chaînes. Les pectines sont les polysaccharides les plus importants avec la présence de galactanes et de rhamnogalacturonanes de type I. Les hémicelluloses sont essentiellement des β-1-4 glucanes, mais également des glucomannanes, galactomannanes…
Le rôle des pectines est, d’une part, d’assurer la cohésion entre les faisceaux de fibres en formant un complexe avec les ions calcium et, d’autre part, dans la paroi secondaire, de constituer une matrice enrobant les microfibrilles de cellulose. Les fibres comportent également d’autres polymères chargés négativement, et des protéines (notamment riche en glycine). La composition des fibres varie selon l’origine et la variété de la plante.

## La production de lin fibre
Au début des années 2000 le lin représente moins de 1 % des fibres produites dans le monde.
| Pays             | Hectare | Lin teillé (en tonnes) |
| ---------------- | ------- | ---------------------- |
| France           | 64 400  | 96 000                 |
| Biélorussie      | 60 200  | 13 000                 |
| Russie           | 48 000  | 10 000                 |
| Belgique         | 11 450  | 17 000                 |
| Égypte           | 10 100  | 10 000                 |
| Chine            | 6 100   | 3 000                  |
| Ukraine, Pologne | 4 000   | 1 500                  |
| Pays-Bas         | 1 500   | 2 800                  |

| Département         | Hectares |
| ------------------- | -------- |
| Seine-Maritime      | 21 550   |
| Eure                | 13 650   |
| Pas-de-Calais       | 7 250    |
| Somme               | 6 250    |
| Calvados            | 6 000    |
| Nord                | 4 150    |
| Seine-et-Marne      | 1 450    |
| Oise                | 1 400    |
| Aisne               | 1 300    |
| Île-de-France       | 400      |
| Autres départements | 350      |
| Orne                | 350      |
| Eure-et-Loir        | 300      |

En 2014 80 % du lin européen, principalement cultivé en France, Belgique et aux Pays-Bas (sur environ 81 300 hectares en 2014), a été exporté hors d'Europe, surtout vers la Chine, l'Inde, le Brésil et le Mexique. L'Europe est le premier producteur de fibres longues (130 000 tonnes produites en 2014). Avec 50 000 à 75 000 hectares selon les années, la France produit 75 % du lin mondial. Cette position de leader tient à la disponibilité de terroirs très favorables à sa culture et aux savoir-faire techniques des liniculteurs et des teilleurs. Ces avantages s’accompagnent de l’image très positive qu'a le lin dont la biomasse est entièrement valorisée et dont les fibres sont symboles de produit naturel et noble, et souvent associé à l'élégance.[réf. nécessaire]

### Une culture de terroirs
Le lin fibre requiert des sols profonds où les limons prédominent, et des températures n’excédant pas 25 °C durant toute sa croissance. La Haute-Normandie, la Basse-Normandie, la Picardie, le Nord-Pas-de-Calais et l’est de l’Île-de-France réunissent ces conditions et concentrent 99 % des parcelles. Réintroduit dans la région normande au XXe siècle par des agriculteurs des Flandres, le lin est surtout cultivé en Seine-Maritime (Pays de Caux), dans l’Eure (Campagne de Saint-André et Campagne du Neubourg, Pays d'Ouche) et en Campagne de Caen. La Normandie représente 64 % des surfaces françaises cultivées en lin textile (dont 85 % en Haute-Normandie). Une vingtaine de coopératives et d’entreprises de teillage collectent les pailles pour en extraire les fibres. Selon leur dimension, leur capacité respective de teillage varie entre 300 et 12 000 ha/an.
Depuis 2022, la culture du lin textile a été relancé en Bretagne avec l'objectif d'atteindre en quelques années une surface cultivée de 4 000 ha dans le Finistère (secteur de Landivisiau) et les Côtes-d'Armor (Yvias).

### Des savoir-faire humains
Entre respect des traditions et innovation, la culture du lin nécessite une attention constante et une grande réactivité, depuis sa mise en place jusqu’à l’enlèvement des matières du champ. La réussite du semis, l’observation et la maîtrise des bio-agresseurs, le respect des matières au cours des opérations de récolte et au teillage font appel aux savoir-faire des liniculteurs et des teilleurs. Cet assemblage de compétences donne à la France la meilleure productivité linière mondiale.

### Un acteur sur le plan social
Le lin fibre contribue à maintenir un tissu économique et social en zones rurales.
Sa culture et sa première transformation mobilisent une main d’œuvre importante et non délocalisable. La filière génère environ 1 500 emplois directs.

## La production de lin graine

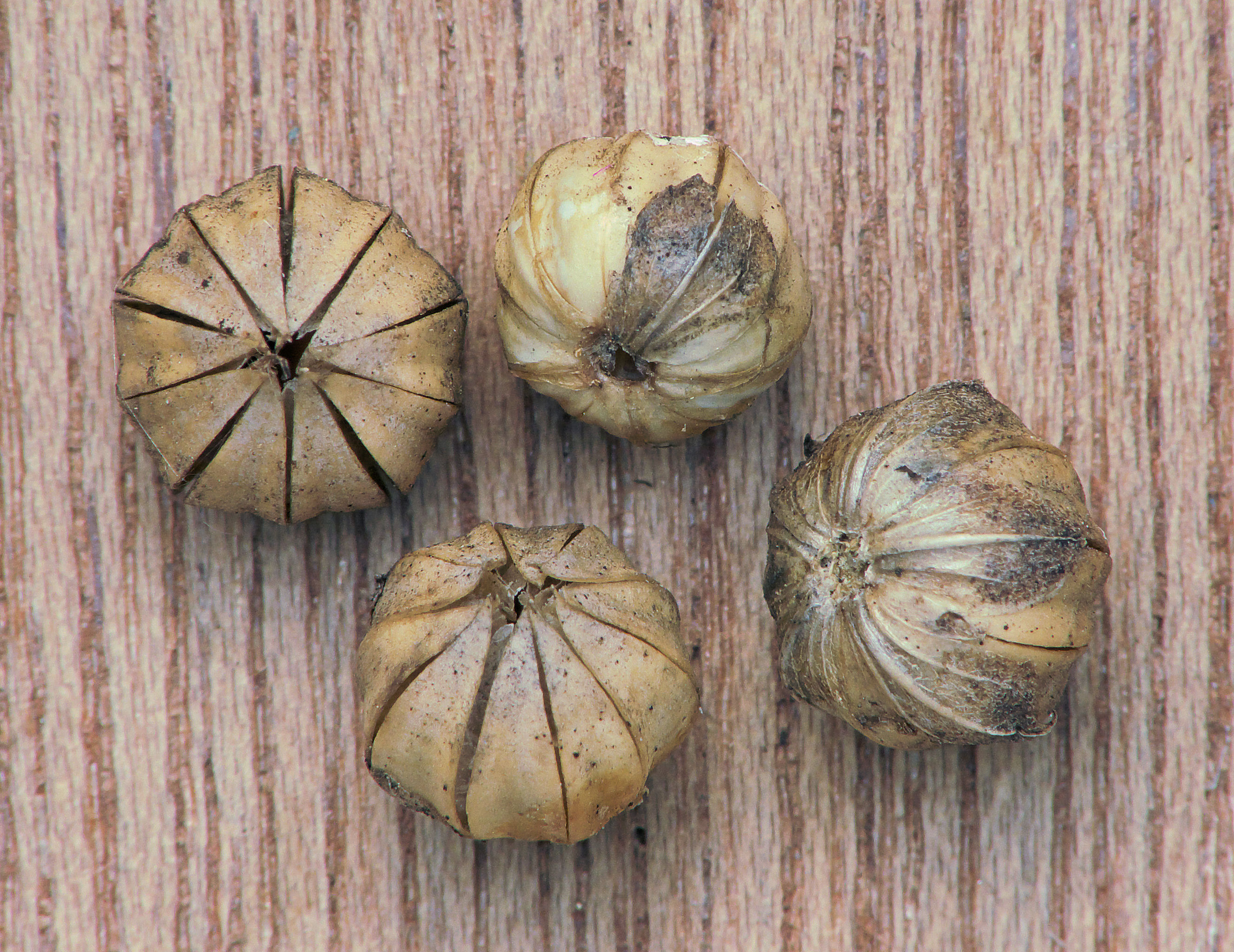
Capsules de lin.

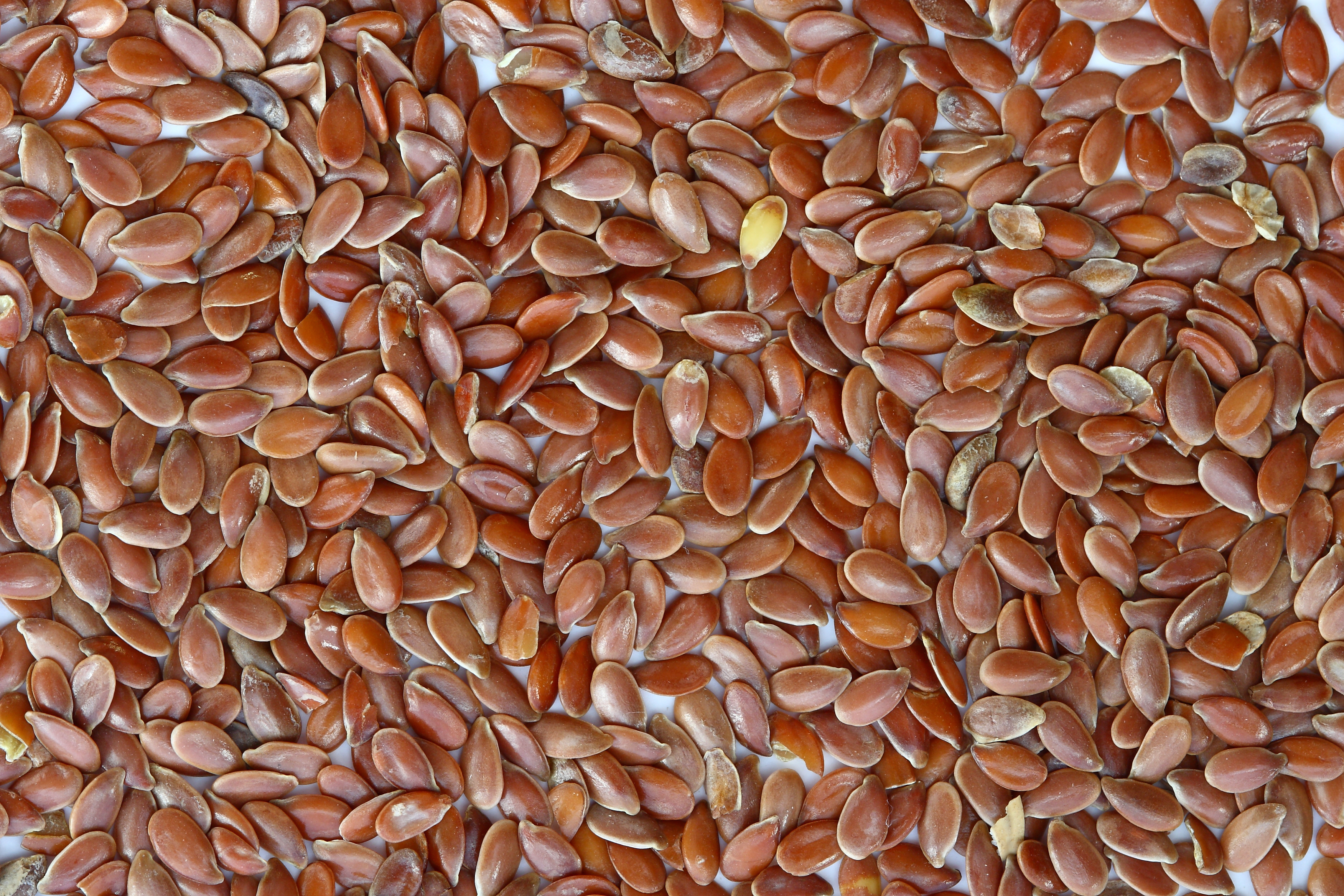
Graines de lin brunes.

Dans le monde, le lin est aussi cultivé pour sa graine qui contient environ 41 % d'huile, riche en oméga-3, en particulier de l'acide gras nommé acide alpha-linolénique. L'huile de lin en contient 57 % en moyenne, ainsi que 16 % d'acide linoléique.
Du point de vue de la production mondiale, le Canada est le principal producteur et exportateur de graines de lin. La production est assez variable (entre 720 000 et 930 000 tonnes ces dernières années), et exportée pour l'essentiel.
| Production en tonnes de graines de lin en 2010 Données de FAOSTAT (FAO) | Production en tonnes de graines de lin en 2010 Données de FAOSTAT (FAO) | Production en tonnes de graines de lin en 2010 Données de FAOSTAT (FAO) | Production en tonnes de graines de lin en 2010 Données de FAOSTAT (FAO) |
| ----------------------------------------------------------------------- | ----------------------------------------------------------------------- | ----------------------------------------------------------------------- | ----------------------------------------------------------------------- |
| Canada                                                                  | 423 000                                                                 | 22 %                                                                    |                                                                         |
| Chine                                                                   | 350 000                                                                 | 18,2 %                                                                  |                                                                         |
| États-Unis                                                              | 230 030                                                                 | 12 %                                                                    |                                                                         |
| Russie                                                                  | 178 210                                                                 | 9,3 %                                                                   |                                                                         |
| Éthiopie                                                                | 150 000                                                                 | 7,8 %                                                                   |                                                                         |
| Inde                                                                    | 146 000                                                                 | 7,6 %                                                                   |                                                                         |
| Kazakhstan                                                              | 94 610                                                                  | 4,9 %                                                                   |                                                                         |
| Royaume-Uni                                                             | 72 000                                                                  | 3,7 %                                                                   |                                                                         |
| Argentine                                                               | 52 075                                                                  | 2,7 %                                                                   |                                                                         |
| Ukraine                                                                 | 46 800                                                                  | 2,4 %                                                                   |                                                                         |
| France                                                                  | 35 000                                                                  | 1,8 %                                                                   |                                                                         |
| Suède                                                                   | 23 900                                                                  | 1,2 %                                                                   |                                                                         |
| Autres pays                                                             | 220 753                                                                 | 6,3 %                                                                   |                                                                         |
| Total                                                                   | 1 922 759                                                               | 100 %                                                                   |                                                                         |

### Nutrition animale et humaine
La graine de lin se conserve très bien tandis que l'huile, contenant beaucoup de polyinsaturés et quasiment pas de vitamine E (anti-oxydant naturel des huiles végétales), se dégrade rapidement. Elle contient en particulier deux acides gras dont les noms sont proches (et dont la racine est le mot « lin »), l'acide α-linolénique (un oméga-3) et l'acide linoléique (un oméga-6). L'huile doit être utilisée rapidement après trituration, et préservée de la lumière et de l'oxygène. Les usages techniques classiques de l'huile de lin sont les peintures, le traitement du bois et la production de revêtements de sols comme le linoleum.
La graine est utilisée en alimentation animale, en particulier pour les poules pondeuses dont on souhaite augmenter la teneur en oméga-3 des œufs.
En France, l'huile de lin a longtemps été réservée à un usage technique, elle était même interdite à la consommation humaine, tandis qu'elle était autorisée au même moment en Allemagne. Interdite depuis 1908, car on la considérait comme potentiellement dangereuse du fait de son rancissement rapide, elle est autorisée à la vente au détail depuis le 12 juillet 2010, en contenant opaque de moins de 25 cl. Les graines entières sont aussi utilisées en boulangerie, grillées ou non, en couverture de pains spéciaux.
En consommation humaine, on peut considérer que les graines entières sont très peu digestes dans le sens où elles sont retrouvées intactes dans les selles donc non assimilées. On conseille donc de les écraser voire de les moudre juste avant consommation pour que ses composants soient assimilables. Les graines entières ont un effet laxatif, moins important si les graines sont moulues.
Les graines de lin, comme bien d'autres graines, contiennent des petites quantités d'un glycoside cyanogène - la linamarine - qui sont détruites par cuisson à 230 °C pendant 15–18 minutes ou par ébullition. Ce traitement est conseillé dans la préparation des tourteaux dans l'alimentation animale,. Les graines peuvent aussi être thermo-extrudées,. Toutefois, la présence de glycosides cyanogènes ne pose aucun risque dans l'alimentation humaine, les teneurs étant bien inférieures à celles des amandes amères ou des noyaux d'abricot.

#### Intérêt médicinal
Dans l'Antiquité, Pline (XIX, 8) dit que la graine de lin avait un usage médicinal (HN, XX, 249, p. 1011-2).
Selon une étude ethnobotanique de 1984 sur les usages des plantes dans la vie quotidienne d'autrefois à Bagnes (France), « pour nettoyer le bétail après le vêlage, on lui donnait des graines de lin ; on moulait les graines en cataplasme pour les gens ».
On attribue aujourd'hui ses vertus à sa teneur en lignane spécifique, le diglucoside de sécoisolaricirésinol (SDG) (voir Secoisolariciresinol diglucoside).
L'ingestion de graines de lin moulues a un effet sur le cholestérol, et des études sont en cours sur les maladies cardiovasculaires,, probablement grâce aux oméga-3, un certain effet sur certains cancers (en lien avec sa teneur en oméga-3, quoique les nombreuses études aient produit des résultats mitigés et parfois contradictoires sur ce point), en SDG et en fibres. Plusieurs études ont conclu que consommer 30 g/jour de graines de lin moulues diminue le risque de cancer de la prostate,.
Le SDG est un phytoestrogène dont l'activité est prouvée sur la femme,.
Selon une revue systématique et une méta-analyse dose-réponse d'essais cliniques randomisés « la supplémentation avec divers produits à base de graines de lin a considérablement réduit les niveaux de pression artérielle systolique et diastolique, confirmant l'hypothèse selon laquelle les graines de lin pourraient être utilisées comme complément efficace pour la gestion de la pression artérielle, parallèlement aux médicaments de routine ».

## Calendrier
Le 17e jour du mois de thermidor du calendrier républicain / révolutionnaire français est dénommé jour du lin, généralement chaque 4 août du calendrier grégorien.

## Folklore
Le motif du champ de lin en fleur confondu avec la mer, en raison de sa couleur, par des personnages pas très malins qui s'y baignent, y nagent ou y pêchent, apparaît dans le conte allemand des Sept Souabes (rapporté notamment par les frères Grimm et Ludwig Bechstein) aussi bien que dans des « contes de Jaguens » (habitants de Saint-Jacut-de-la-Mer, en Haute-Bretagne), rapportés par Paul Sébillot. Le motif a été codifié J1821 par Stith Thompson. Dans un autre conte collecté par Sébillot, Norouâs, le vent de noroît disperse une récolte de lin.
En tant que matière textile, le lin intervient dans divers contes traditionnels, par exemple dans Soleil, Lune et Thalie (Giambattista Basile ; il s'agit d'une écharde de lin) ou dans les Contes de Grimm : Les Trois Fileuses (KHM 14), Les Chutes de lin (KHM 156), etc. Dans la zone culturelle germanique, la déesse Perchta, ou Holda (voir Dame Holle), était également associée au lin.